# Liste der Mitglieder des House of Lords
Dies ist eine Liste der Mitglieder des House of Lords.

## Aktive Mitglieder

### Bischöfe
| Diözese                                   | Name                 | Eintritt ins House of Lords                                                                                | Bischof seit |
| ----------------------------------------- | -------------------- | --- | ------------ |
| Lord Erzbischof von Canterbury            | derzeit vakant       | |              |
| Lord Erzbischof von York                  | Stephen Cotrell      | 2014; von 2014 bis 2020 als Lord Bischof von Chelmsford, seit 2020 als Erzbischof von York                 | 2010         |
| Lord Bischof von Durham                   | vakant               | |              |
| Lord Bischof von London                   | Sarah Mullally       | 2018 | 2015         |
| Lord Bischof von Winchester               | Philip Mounstephen   | 2023 | 2023         |
| Lord Bischof von Bristol                  | Vivienne Faull       | 2018 | 2018         |
| Lord Bischof von Chelmsford               | Guli Francis-Dehqani | 2021 | 2021         |
| Lord Bischof von Chichester               | Martin Warner        | 2018 | 2012         |
| Lord Bischof von Coventry                 | Sophie Jelley        | 2025 | 2025         |
| Lord Bischof von Derby                    | Libby Lane           | 2019 | 2014         |
| Lord Bischof von Gloucester               | Rachel Treweek       | 2015 | 2015         |
| Lord Bischof von Guildford                | Andrew Watson        | 2021 | 2014         |
| Lord Bischof von Hereford                 | Richard Jackson      | 2023 | 2020         |
| Lord Bischof von Leeds                    | Nicholas Baines      | 2014 | 2011         |
| Lord Bischof von Leicester                | Martyn Snow          | 2022 | 2013         |
| Lord Bischof von Lichfield                | Michael Ipgrave      | 2022 | 2016         |
| Lord Bischof von Lincoln                  | Stephen Conway       | 2014; 2014–2023 als Bischof von Ely, seit 2023 als Bischof von Lincoln                                     | 2011         |
| Lord Bischof von Manchester               | David Walker         | 2020 | 2013         |
| Lord Bischof von Newcastle                | Helen-Ann Hartley    | 2023 | 2023         |
| Lord Bischof von Norwich                  | Graham Usher         | 2023 | 2014         |
| Lord Bischof von Oxford                   | Steven Croft         | 2013; von 2013 bis 2016 Mitglied als Lord Bischof von Sheffield, seit 2016 Mitglied als Bischof von Oxford | 2009         |
| Lord Bischof von Peterborough             | Debbie Sellin        | 2024 | 2023         |
| Lord Bischof von Sheffield                | Pete Wilcox          | 2023 | 2017         |
| Lord Bischof von Southwark                | Christopher Chessun  | 2014 | 2011         |
| Lord Bischof von Southwell und Nottingham | Paul Williams        | 2022 | 2015         |

### Lords (A–F)
| Lord                                           | Partei            | Typ                                      | Bemerkung                        |
| ---------------------------------------------- | ----------------- | ---------------------------------------- | -------------------------------- |
| The Lord Aberdare                              | Crossbencher      | Hereditary Peer                          |                                  |
| The Baroness Adams of Craigielea               | Labour            | Life Peer                                |                                  |
| The Lord Addington                             | Liberal Democrats | Hereditary Peer                          |                                  |
| The Lord Adebowale                             | Crossbencher      | Life Peer                                |                                  |
| The Lord Adonis                                | Labour            | Life Peer                                |                                  |
| The Lord Ahmad of Wimbledon                    | Conservative      | Life Peer                                |                                  |
| The Lord Ahmed                                 | Non-affiliated    | Life Peer                                |                                  |
| The Lord Alderdice                             | Liberal Democrats | Life Peer                                |                                  |
| The Lord Allan of Hallam                       | Liberal Democrats | Life Peer                                |                                  |
| The Lord Allen of Kensington                   | Labour            | Life Peer                                |                                  |
| The Lord Alli                                  | Labour            | Life Peer                                |                                  |
| The Lord Alliance                              | Liberal Democrats | Life Peer                                |                                  |
| The Baroness Altmann                           | Conservative      | Life Peer                                |                                  |
| The Lord Alton of Liverpool                    | Crossbencher      | Life Peer                                |                                  |
| The Lord Anderson of Swansea                   | Labour            | Life Peer                                |                                  |
| The Baroness Andrews                           | Labour            | Life Peer                                |                                  |
| The Baroness Anelay of St Johns                | Conservative      | Life Peer                                |                                  |
| The Lord Arbuthnot of Edrom                    | Conservative      | Life Peer                                |                                  |
| The Lord Archer of Weston-super-Mare           | Non-affiliated    | Life Peer                                |                                  |
| The Baroness Armstrong of Hill Top             | Labour            | Life Peer                                |                                  |
| The Earl of Arran                              | Conservative      | Hereditary Peer                          | als Baron Sudley                 |
| The Lord Ashton of Hyde                        | Conservative      | Hereditary Peer                          |                                  |
| The Viscount Astor                             | Conservative      | Hereditary Peer                          |                                  |
| The Lord Astor of Hever                        | Conservative      | Hereditary Peer                          |                                  |
| The Earl Attlee                                | Conservative      | Hereditary Peer                          |                                  |
| The Lord Bach                                  | Labour            | Life Peer                                |                                  |
| The Lord Baker of Dorking                      | Conservative      | Life Peer                                |                                  |
| The Baroness Bakewell                          | Labour            | Life Peer                                |                                  |
| The Baroness Bakewell of Hardington Mandeville | Liberal Democrats | Life Peer                                |                                  |
| The Lord Balfe                                 | Conservative      | Life Peer                                |                                  |
| The Lord Bamford                               | Conservative      | Life Peer                                |                                  |
| The Baroness Barker                            | Liberal Democrats | Life Peer                                |                                  |
| The Lord Barker of Battle                      | Conservative      | Life Peer                                |                                  |
| The Lord Bassam of Brighton                    | Labour            | Life Peer                                |                                  |
| The Lord Beecham                               | Labour            | Life Peer                                |                                  |
| The Lord Beith                                 | Liberal Democrats | Life Peer                                |                                  |
| The Baroness Benjamin                          | Liberal Democrats | Life Peer                                |                                  |
| The Lord Berkeley                              | Labour            | Life Peer (bis 1999 als Hereditary Peer) | als Baron Gueterbock             |
| The Lord Berkeley of Knighton                  | Crossbencher      | Life Peer                                |                                  |
| The Baroness Berridge                          | Conservative      | Life Peer                                |                                  |
| The Lord Best                                  | Crossbencher      | Life Peer                                |                                  |
| The Lord Bethell                               | Crossbencher      | Hereditary Peer                          |                                  |
| The Lord Bew                                   | Crossbencher      | Life Peer                                |                                  |
| The Lord Bichard                               | Crossbencher      | Life Peer                                |                                  |
| The Lord Bilimoria                             | Crossbencher      | Life Peer                                |                                  |
| The Baroness Billingham                        | Labour            | Life Peer                                |                                  |
| The Lord Bird                                  | Crossbencher      | Life Peer                                |                                  |
| The Lord Birt                                  | Crossbencher      | Life Peer                                |                                  |
| The Lord Black of Brentwood                    | Conservative      | Life Peer                                |                                  |
| The Baroness Blackstone                        | Labour            | Life Peer                                |                                  |
| The Lord Blackwell                             | Conservative      | Life Peer                                |                                  |
| The Lord Blair of Boughton                     | Crossbencher      | Life Peer                                |                                  |
| The Lord Blencathra                            | Conservative      | Life Peer                                |                                  |
| The Baroness Blood                             | Labour            | Life Peer                                |                                  |
| The Lord Blunkett                              | Labour            | Life Peer                                |                                  |
| The Lord Boateng                               | Labour            | Life Peer                                |                                  |
| The Baroness Bonham-Carter of Yarnbury         | Liberal Democrats | Life Peer                                |                                  |
| The Baroness Boothroyd                         | Crossbencher      | Life Peer                                |                                  |
| The Lord Boswell of Aynho                      | Non-affiliated    | Life Peer                                |                                  |
| The Baroness Bottomley of Nettlestone          | Conservative      | Life Peer                                |                                  |
| The Lord Bourne of Aberystwyth                 | Conservative      | Life Peer                                |                                  |
| The Baroness Bowles of Berkhamsted             | Liberal Democrats | Life Peer                                |                                  |
| The Lord Bowness                               | Conservative      | Life Peer                                |                                  |
| The Lord Boyce                                 | Crossbencher      | Life Peer                                |                                  |
| The Lord Boyd of Duncansby                     | Labour            | Life Peer                                |                                  |
| The Lord Brabazon of Tara                      | Conservative      | Hereditary Peer                          |                                  |
| The Lord Bradley                               | Labour            | Life Peer                                |                                  |
| The Lord Bradshaw                              | Liberal Democrats | Life Peer                                |                                  |
| The Baroness Brady                             | Conservative      | Life Peer                                |                                  |
| The Lord Bragg                                 | Labour            | Life Peer                                |                                  |
| The Lord Brennan                               | Labour            | Life Peer                                |                                  |
| The Viscount Bridgeman                         | Conservative      | Hereditary Peer                          |                                  |
| The Lord Bridges of Headley                    | Conservative      | Life Peer                                |                                  |
| The Baroness Brinton                           | Liberal Democrats | Life Peer                                |                                  |
| The Lord Broers                                | Crossbencher      | Life Peer                                |                                  |
| The Lord Brooke of Alverthorpe                 | Labour            | Life Peer                                |                                  |
| The Viscount Brookeborough                     | Crossbencher      | Hereditary Peer                          |                                  |
| The Lord Brougham and Vaux                     | Conservative      | Hereditary Peer                          |                                  |
| The Baroness Brown of Cambridge                | Crossbencher      | Life Peer                                |                                  |
| The Lord Brown of Eaton-under-Heywood          | non-affiliated    | Lord of Appeal in Ordinary               |                                  |
| The Lord Browne of Belmont                     | Crossbencher      | Life Peer                                |                                  |
| The Lord Browne of Madingley                   | Crossbencher      | Life Peer                                |                                  |
| The Baroness Browning                          | Conservative      | Life Peer                                |                                  |
| The Lord Bruce of Bennachie                    | Liberal Democrats | Life Peer                                |                                  |
| The Lord Burnett                               | Liberal Democrats | Life Peer                                |                                  |
| The Lord Burns                                 | Crossbencher      | Life Peer                                |                                  |
| The Baroness Burt of Solihull                  | Liberal Democrats | Life Peer                                |                                  |
| The Baroness Buscombe                          | Conservative      | Life Peer                                |                                  |
| The Lord Butler of Brockwell                   | Crossbencher      | Life Peer                                |                                  |
| The Baroness Butler-Sloss                      | Crossbencher      | Life Peer                                |                                  |
| The Baroness Byford                            | Conservative      | Life Peer                                |                                  |
| The Earl of Caithness                          | Conservative      | Hereditary Peer                          |                                  |
| The Lord Callanan                              | Conservative      | Life Peer                                |                                  |
| The Lord Cameron                               | Conservative      | Life Peer                                |                                  |
| The Lord Cameron of Dillington                 | Crossbencher      | Life Peer                                |                                  |
| The Baroness Campbell of Loughborough          | Crossbencher      | Life Peer                                |                                  |
| The Lord Campbell of Pittenweem                | Liberal Democrats | Life Peer                                |                                  |
| The Baroness Campbell of Surbiton              | Crossbencher      | Life Peer                                |                                  |
| The Lord Campbell-Savours                      | Labour            | Life Peer                                |                                  |
| The Lord Carey of Clifton                      | Crossbencher      | Life Peer                                |                                  |
| The Lord Carlile of Berriew                    | Liberal Democrats | Life Peer                                |                                  |
| The Lord Carrington of Fulham                  | Conservative      | Life Peer                                |                                  |
| The Lord Carrington                            | Crossbencher      | Hereditary Peer                          | Lord Great Chamberlain           |
| The Lord Carswell                              | Crossbencher      | Lord of Appeal in Ordinary               |                                  |
| The Lord Carter of Barnes                      | Labour            | Life Peer                                |                                  |
| The Lord Carter of Coles                       | Labour            | Life Peer                                |                                  |
| The Lord Cashman                               | Labour            | Life Peer                                |                                  |
| The Earl Cathcart                              | Conservative      | Hereditary Peer                          |                                  |
| The Lord Cavendish of Furness                  | Conservative      | Life Peer                                |                                  |
| The Lord Chadlington                           | Conservative      | Life Peer                                |                                  |
| The Baroness Chalker of Wallasey               | Conservative      | Life Peer                                |                                  |
| The Viscount Chandos                           | Labour            | Life Peer (bis 1999 als Hereditary Peer) | als Baron Lyttelton of Aldershot |
| The Lord Chartres                              | Crossbencher      | Life Peer                                | bis 2017 als Bishop of London    |
| The Baroness Chisholm of Owlpen                | Conservative      | Life Peer                                |                                  |
| The Lord Christopher                           | Labour            | Life Peer                                |                                  |
| The Earl of Clancarty                          | Crossbencher      | Hereditary Peer                          |                                  |
| The Baroness Clark of Calton                   | Non-affiliated    | Life Peer                                |                                  |
| The Lord Clark of Windermere                   | Labour            | Life Peer                                |                                  |
| The Lord Clarke of Hampstead                   | Labour            | Life Peer                                |                                  |
| The Lord Clarke of Stone-cum-Ebony             | Crossbencher      | Life Peer                                | Master of the Rolls              |
| The Lord Clement-Jones                         | Liberal Democrats | Life Peer                                |                                  |
| The Lord Clinton-Davis                         | Labour            | Life Peer                                |                                  |
| The Lord Coe                                   | Conservative      | Life Peer                                |                                  |
| The Baroness Cohen of Pimlico                  | Labour            | Life Peer                                |                                  |
| The Lord Collins of Highbury                   | Labour            | Life Peer                                |                                  |
| The Lord Collins of Mapesbury                  | Non-affiliated    | Life Peer                                | Lord of Appeal in Ordinary       |
| The Viscount Colville of Culross               | Crossbencher      | Hereditary Peer                          |                                  |
| The Lord Colwyn                                | Conservative      | Hereditary Peer                          |                                  |
| The Lord Condon                                | Crossbencher      | Life Peer                                |                                  |
| The Lord Cooper of Windrush                    | Conservative      | Life Peer                                |                                  |
| The Lord Cope of Berkeley                      | Conservative      | Life Peer                                |                                  |
| The Lord Cormack                               | Conservative      | Life Peer                                |                                  |
| The Earl of Cork                               | Crossbencher      | Hereditary Peer                          |                                  |
| The Baroness Corston                           | Labour            | Life Peer                                |                                  |
| The Lord Cotter                                | Liberal Democrats | Life Peer                                |                                  |
| The Earl of Courtown                           | Conservative      | Hereditary Peer                          | als Baron Saltersford            |
| The Baroness Coussins                          | Crossbencher      | Life Peer                                |                                  |
| The Baroness Cox                               | Crossbencher      | Life Peer                                |                                  |
| The Lord Craig of Radley                       | Crossbencher      | Life Peer                                |                                  |
| The Viscount Craigavon                         | Crossbencher      | Hereditary Peer                          |                                  |
| The Lord Crathorne                             | Conservative      | Hereditary Peer                          |                                  |
| The Baroness Crawley                           | Labour            | Life Peer                                |                                  |
| The Lord Crickhowell                           | Conservative      | Life Peer                                |                                  |
| The Lord Crisp                                 | Crossbencher      | Life Peer                                |                                  |
| The Lord Cromwell                              | Crossbencher      | Hereditary Peer                          |                                  |
| The Lord Cullen of Whitekirk                   | Crossbencher      | Life Peer                                | Lord of Appeal                   |
| The Baroness Cumberlege                        | Conservative      | Life Peer                                |                                  |
| The Lord Cunningham of Felling                 | Labour            | Life Peer                                |                                  |
| The Lord Currie of Marylebone                  | Crossbencher      | Life Peer                                |                                  |
| The Lord Curry of Kirkharle                    | Crossbencher      | Life Peer                                |                                  |
| The Baroness D’Souza                           | Non-affiliated    | Life Peer                                |                                  |
| The Lord Dannatt                               | Crossbencher      | Life Peer                                |                                  |
| The Lord Darling of Roulanish                  | Labour            | Life Peer                                |                                  |
| The Lord Darzi of Denham                       | Labour            | Life Peer                                |                                  |
| The Lord Davidson of Glen Clova                | Labour            | Life Peer                                |                                  |
| The Lord Davies of Abersoch                    | Labour            | Life Peer                                |                                  |
| The Lord Davies of Oldham                      | Labour            | Life Peer                                |                                  |
| The Lord Davies of Stamford                    | Labour            | Life Peer                                |                                  |
| The Lord De Mauley                             | Conservative      | Hereditary Peer                          |                                  |
| The Lord Dear                                  | Crossbencher      | Life Peer                                |                                  |
| The Lord Deben                                 | Conservative      | Life Peer                                |                                  |
| The Baroness Deech                             | Crossbencher      | Life Peer                                |                                  |
| The Lord Deigthton                             | Conservative      | Life Peer                                |                                  |
| The Lord Denham                                | Conservative      | Hereditary Peer                          |                                  |
| The Lord Desai                                 | Labour            | Life Peer                                |                                  |
| The Earl of Devon                              | Crossbencher      | Hereditary Peer                          |                                  |
| The Lord Dholakia                              | Liberal Democrats | Life Peer                                |                                  |
| The Lord Dixon-Smith                           | Conservative      | Life Peer                                |                                  |
| The Lord Dobbs                                 | Conservative      | Life Peer                                |                                  |
| The Baroness Donaghy                           | Labour            | Life Peer                                |                                  |
| The Lord Donoughue                             | Labour            | Life Peer                                |                                  |
| The Baroness Doocey                            | Liberal Democrats | Life Peer                                |                                  |
| The Baroness Drake                             | Labour            | Life Peer                                |                                  |
| The Lord Drayson                               | Labour            | Life Peer                                |                                  |
| The Lord Dubs                                  | Labour            | Life Peer                                |                                  |
| The Earl of Dundee                             | Conservative      | Hereditary Peer                          |                                  |
| The Lord Dunlop                                | Conservative      | Life Peer                                |                                  |
| The Lord Dykes                                 | Liberal Democrats | Life Peer                                |                                  |
| The Lord Eames                                 | Crossbencher      | Life Peer                                |                                  |
| The Baroness Eaton                             | Conservative      | Life Peer                                |                                  |
| The Lord Eatwell                               | Labour            | Life Peer                                |                                  |
| The Viscountess Eccles                         | Conservative      | Life Peer                                | als Baroness Eccles of Moulton   |
| The Viscount Eccles                            | Conservative      | Hereditary Peer                          |                                  |
| The Lord Elder                                 | Labour            | Life Peer                                |                                  |
| The Lord Elis-Thomas                           | Crossbencher      | Life Peer                                |                                  |
| The Baroness Emerton                           | Crossbencher      | Life Peer                                |                                  |
| The Lord Empey                                 | Conservative      | Life Peer                                |                                  |
| The Earl of Erroll                             | Crossbencher      | Hereditary Peer                          |                                  |
| The Baroness Evans of Bowes Park               | Conservative      | Life Peer                                | jüngste Frau im House of Lords   |
| The Lord Evans of Watford                      | Labour            | Life Peer                                |                                  |
| The Lord Evans of Weardale                     | Crossbencher      | Life Peer                                |                                  |
| The Lord Fairfax of Cameron                    | Conservative      | Hereditary Peer                          |                                  |
| The Lord Falconer of Thoroton                  | Labour            | Life Peer                                | ehemaliger The Lord Chancellor   |
| The Viscount Falkland                          | Crossbencher      | Hereditary Peer                          |                                  |
| The Baroness Falkner of Margravine             | Liberal Democrats | Life Peer                                |                                  |
| The Baroness Fall                              | Conservative      | Life Peer                                |                                  |
| The Lord Farmer                                | Conservative      | Life Peer                                |                                  |
| The Lord Faulkner of Worcester                 | Labour            | Life Peer                                |                                  |
| The Lord Faulks                                | Conservative      | Life Peer                                |                                  |
| The Lord Fearn                                 | Liberal Democrats | Life Peer                                |                                  |
| The Baroness Featherstone                      | Liberal Democrats | Life Peer                                |                                  |
| The Lord Feldman of Elstree                    | Conservative      | Life Peer                                |                                  |
| The Lord Fellowes                              | Crossbencher      | Life Peer                                |                                  |
| The Lord Fellowes of West Stafford             | Conservative      | Life Peer                                |                                  |
| The Lord Filkin                                | Labour            | Life Peer                                |                                  |
| The Lord Fink                                  | Conservative      | Life Peer                                |                                  |
| The Lord Finkelstein                           | Conservative      | Life Peer                                |                                  |
| The Baroness Finlay of Llandaff                | Crossbencher      | Life Peer                                |                                  |
| The Baroness Finn                              | Conservative      | Life Peer                                |                                  |
| The Baroness Flather                           | Conservative      | Life Peer                                |                                  |
| The Lord Flight                                | Conservative      | Life Peer                                |                                  |
| The Lord Framlingham                           | Conservative      | Life Peer                                |                                  |
| The Baroness Fookes                            | Conservative      | Life Peer                                |                                  |
| The Baroness Ford                              | Non-Affiliated    | Life Peer                                |                                  |
| The Lord Forsyth of Drumlean                   | Conservative      | Life Peer                                |                                  |
| The Lord Foster of Bath                        | Liberal Democrats | Life Peer                                |                                  |
| The Lord Foulkes of Cumnock                    | Labour            | Life Peer                                |                                  |
| The Lord Fowler                                | Conservative      | Life Peer                                |                                  |
| The Lord Fox                                   | Liberal Democrats | Life Peer                                |                                  |
| The Lord Freeman                               | Conservative      | Life Peer                                |                                  |
| The Lord Freud                                 | Conservative      | Life Peer                                |                                  |
| The Lord Freyberg                              | Crossbencher      | Hereditary Peer                          |                                  |
| The Baroness Fritchie                          | Crossbencher      | Life Peer                                |                                  |

### Lords (G–M)
| Lord                                    | Partei                      | Typ                                  | Bemerkung                        |
| --------------------------------------- | --------------------------- | ------------------------------------ | -------------------------------- |
| The Baroness Gale                       | Labour                      | Life Peer                            |                                  |
| The Baroness Garden of Frognal          | Liberal Democrats           | Life Peer                            |                                  |
| The Lord Gardiner of Kimble             | Conservative                | Life Peer                            |                                  |
| The Baroness Gardner of Parkes          | Conservative                | Life Peer                            |                                  |
| The Lord Geddes                         | Conservative                | Hereditary Peer                      |                                  |
| The Lord German                         | Liberal Democrats           | Life Peer                            |                                  |
| The Lord Giddens                        | Labour                      | Life Peer                            |                                  |
| The Lord Gilbert of Panteg              | Conservative                | Life Peer                            |                                  |
| The Earl of Glasgow                     | Liberal Democrats           | Hereditary Peer                      |                                  |
| The Lord Glasman                        | Labour                      | Life Peer                            |                                  |
| The Lord Glenarthur                     | Conservative                | Hereditary Peer                      |                                  |
| The Lord Glendonbrook                   | Conservative                | Life Peer                            |                                  |
| The Lord Glentoran                      | Conservative                | Hereditary Peer                      |                                  |
| The Lord Goddard of Stockport           | Liberal Democrats           | Life Peer                            |                                  |
| The Lord Gold                           | Conservative                | Life Peer                            |                                  |
| The Baroness Goldie                     | Conservative                | Life Peer                            |                                  |
| The Baroness Golding                    | Labour                      | Life Peer                            |                                  |
| The Lord Goldsmith                      | Labour                      | Life Peer                            |                                  |
| The Lord Goodlad                        | Conservative                | Life Peer                            |                                  |
| The Viscount Goschen                    | Conservative                | Hereditary Peer                      |                                  |
| The Baroness Goudie                     | Labour                      | Life Peer                            |                                  |
| The Baroness Gould of Potternewton      | Labour                      | Life Peer                            |                                  |
| The Lord Grabiner                       | Labour                      | Life Peer                            |                                  |
| The Lord Grade of Yarmouth              | Conservative                | Life Peer                            |                                  |
| The Lord Grantchester                   | Labour                      | Hereditary Peer                      |                                  |
| The Lord Green of Deddington            | Crossbencher                | Life Peer                            |                                  |
| The Lord Green of Hurstpierpoint        | Crossbencher                | Life Peer                            |                                  |
| The Baroness Greenfield                 | Crossbencher                | Life Peer                            |                                  |
| The Lord Greenway                       | Crossbencher                | Hereditary Peer                      |                                  |
| The Baroness Grender                    | Liberal Democrats           | Life Peer                            |                                  |
| The Baroness Grey Thompson              | Crossbencher                | Life Peer                            |                                  |
| The Lord Griffiths of Burry Port        | Labour                      | Life Peer                            |                                  |
| The Lord Griffiths of Fforestfach       | Conservative                | Life Peer                            |                                  |
| The Lord Grocott                        | Labour                      | Life Peer                            |                                  |
| The Lord Guthrie of Craigiebank         | Crossbencher                | Life Peer                            |                                  |
| The Lord Hague of Richmond              | Conservative                | Life Peer                            |                                  |
| The Viscount Hailsham                   | Conservative                | Life Peer                            |                                  |
| The Lord Hain                           | Labour                      | Life Peer                            |                                  |
| The Baroness Hale of Richmond           | Non-affiliated              | Lord of Appeal in Ordinary           |                                  |
| The Lord Hall of Birkenhead             | Crossbencher                | Life Peer                            |                                  |
| The Lord Hameed                         | Crossbencher                | Life Peer                            |                                  |
| The Lord Hamilton of Epsom              | Conservative                | Life Peer                            |                                  |
| The Baroness Hamwee                     | Liberal Democrats           | Life Peer                            |                                  |
| The Baroness Hanham                     | Conservative                | Life Peer                            |                                  |
| The Lord Hannay of Chiswick             | Crossbencher                | Life Peer                            |                                  |
| The Lord Hanningfield                   | Conservative                | Life Peer                            | zuvor suspendiert, bis 2015      |
| The Viscount Hanworth                   | Labour                      | Life Peer                            |                                  |
| The Lord Hardie                         | Non-affiliated              | Life Peer, Lord of Appeal            |                                  |
| The Baroness Harding of Winscombe       | Conservative                | Life Peer                            |                                  |
| The Lord Harlech                        | Conservative                | Hereditary Peer                      |                                  |
| The Lord Harries of Pentregarth         | Crossbencher                | Life Peer                            |                                  |
| The Lord Harris of Haringey             | Labour                      | Life Peer                            |                                  |
| The Lord Harris of Peckham              | Conservative                | Life Peer                            |                                  |
| The Baroness Harris of Richmond         | Liberal Democrats           | Life Peer                            |                                  |
| The Lord Harrison                       | Labour                      | Life Peer                            |                                  |
| The Lord Hart of Chilton                | Labour                      | Life Peer                            |                                  |
| The Lord Haskel                         | Labour                      | Life Peer                            |                                  |
| The Lord Haskins                        | Crossbencher                | Life Peer                            |                                  |
| The Lord Hastings of Scarisbrick        | Crossbencher                | Life Peer                            |                                  |
| The Lord Haughey                        | Labour                      | Life Peer                            |                                  |
| The Lord Haworth of Fisherfield         | Labour                      | Life Peer                            |                                  |
| The Lord Hay of Ballyore                | Crossbencher                | Life Peer                            |                                  |
| The Baroness Hayman                     | Crossbencher                | ehemaliger Lord Speaker              |                                  |
| The Baroness Hayter of Kentish Town     | Labour                      | Life Peer                            |                                  |
| The Lord Hayward                        | Conservative                | Life Peer                            |                                  |
| The Baroness Healey of Primrose Hill    | Labour                      | Life Peer                            |                                  |
| The Baroness Helic                      | Conservative                | Life Peer                            |                                  |
| The Baroness Henig                      | Labour                      | Life Peer                            |                                  |
| The Lord Henley                         | Conservative                | Hereditary Peer                      |                                  |
| The Lord Hennessy of Nympsfield         | Crossbencher                | Life Peer                            |                                  |
| The Lord Heseltine                      | Conservative                | Life Peer                            |                                  |
| The Lord Higgins                        | Conservative                | Life Peer                            |                                  |
| The Baroness Hilton of Eggardon         | Labour                      | Life Peer                            |                                  |
| The Lord Hodgson of Astley Abbotts      | Conservative                | Life Peer                            |                                  |
| The Viscountess Hailsham                | Conservative                | Life Peer                            | als Baroness Hogg                |
| The Baroness Hodgson of Abinger         | Conservative                | Life Peer                            |                                  |
| The Lord Hollick                        | Labour                      | Life Peer                            |                                  |
| The Baroness Hollins                    | Crossbencher                | Life Peer                            |                                  |
| The Lord Holmes of Richmond             | Conservative                | Life Peer                            |                                  |
| The Baroness Hooper                     | Conservative                | Life Peer                            |                                  |
| The Lord Hope of Craighead              | Crossbencher                | Lord of Appeal in Ordinary           |                                  |
| The Lord Horam                          | Conservative                | Life Peer                            |                                  |
| The Lord Howard of Lympne               | Conservative                | Life Peer                            |                                  |
| The Lord Howard of Rising               | Conservative                | Life Peer                            |                                  |
| The Baroness Howarth of Breckland       | Crossbencher                | Life Peer                            |                                  |
| The Lord Howarth of Newport             | Labour                      | Life Peer                            |                                  |
| The Earl Howe                           | Conservative                | Hereditary Peer                      |                                  |
| The Lord Howell of Guildford            | Conservative                | Life Peer                            |                                  |
| The Baroness Howells of St Davids       | Labour                      | Life Peer                            |                                  |
| The Lord Hoyle                          | Labour                      | Life Peer                            |                                  |
| The Baroness Hughes of Stretford        | Labour                      | Life Peer                            |                                  |
| The Lord Hughes of Woodside             | Labour                      | Life Peer                            |                                  |
| The Baroness Humphreys                  | Liberal Democrats           | Life Peer                            |                                  |
| The Lord Hunt of Chesterton             | Labour                      | Life Peer                            |                                  |
| The Lord Hunt of Kings Heath            | Labour                      | Life Peer                            |                                  |
| The Lord Hunt of Wirral                 | Conservative                | Life Peer                            |                                  |
| The Lord Hussain                        | Non-affiliated              | Life Peer                            |                                  |
| The Baroness Hussein-Ece                | Liberal Democrats           | Life Peer                            |                                  |
| The Lord Hutton of Furness              | Labour                      | Life Peer                            |                                  |
| The Lord Hylton                         | Crossbencher                | Hereditary Peer                      |                                  |
| The Lord Inglewood                      | Conservative                | Hereditary Peer                      |                                  |
| The Lord Irvine of Lairg                | Labour                      | Life Peer                            |                                  |
| The Lord James of Blackheath            | Conservative                | Life Peer                            |                                  |
| The Baroness Janke                      | Liberal Democrats           | Life Peer                            |                                  |
| The Lord Janvrin                        | Crossbencher                | Life Peer, Permanent Lord-in-Waiting |                                  |
| The Lord Jay of Ewelme                  | Crossbencher                | Life Peer                            |                                  |
| The Baroness Jay of Paddington          | Labour                      | Life Peer                            |                                  |
| The Baroness Jenkin of Kennington       | Conservative                | Life Peer                            |                                  |
| The Baroness Jolly                      | Liberal Democrats           | Life Peer                            |                                  |
| The Lord Jones                          | Labour                      | Life Peer                            |                                  |
| The Lord Jones of Birmingham            | Labour                      | Life Peer                            |                                  |
| The Lord Jones of Cheltenham            | Liberal Democrats           | Life Peer                            |                                  |
| The Baroness Jones of Moulsecoomb       | Green                       | Life Peer                            |                                  |
| The Baroness Jones of Whitchurch        | Labour                      | Life Peer                            |                                  |
| The Lord Jopling                        | Conservative                | Life Peer                            |                                  |
| The Lord Jordan                         | Labour                      | Life Peer                            |                                  |
| The Lord Judge                          | Crossbencher                | Life Peer                            |                                  |
| The Lord Kakkar                         | Crossbencher                | Life Peer                            |                                  |
| The Lord Kalms                          | Non-affiliated              | Life Peer                            |                                  |
| The Lord Keen of Elie                   | Conservative                | Life Peer                            |                                  |
| The Baroness Kennedy of Cradley         | Labour                      | Life Peer                            |                                  |
| The Lord Kennedy of Southwark           | Labour                      | Life Peer                            |                                  |
| The Baroness Kennedy of The Shaws       | Labour                      | Life Peer                            |                                  |
| The Lord Kerr of Kinlochard             | Crossbencher                | Life Peer                            |                                  |
| The Lord Kerslake                       | Crossbencher                | Life Peer                            |                                  |
| The Lord Kestenbaum                     | Labour                      | Life Peer                            |                                  |
| The Baroness Kidron                     | Crossbencher                | Life Peer                            |                                  |
| The Lord Kilclooney                     | Crossbencher                | Life Peer                            |                                  |
| The Baroness King of Bow                | Labour                      | Life Peer                            |                                  |
| The Lord King of Bridgwater             | Conservative                | Life Peer                            |                                  |
| The Lord King of Lothbury               | Crossbencher                | Life Peer                            |                                  |
| The Baroness Kingsmill                  | Labour                      | Life Peer                            |                                  |
| The Lord Kinnock                        | Labour                      | Life Peer                            |                                  |
| The Earl of Kinnoull                    | Crossbencher                | Hereditary Peer                      |                                  |
| The Lord Kirkham                        | Conservative                | Life Peer                            |                                  |
| The Lord Kirkwood of Kirkhope           | Liberal Democrats           | Life Peer                            |                                  |
| The Lord Knight of Weymouth             | Labour                      | Life Peer                            |                                  |
| The Baroness Kramer                     | Liberal Democrats           | Life Peer                            |                                  |
| The Lord Krebs                          | Crossbencher                | Life Peer                            |                                  |
| The Lord Laming                         | Crossbencher                | Life Peer                            |                                  |
| The Lord Lamont of Lerwick              | Conservative                | Life Peer                            |                                  |
| The Baroness Lane-Fox of Soho           | Crossbencher                | Life Peer                            |                                  |
| The Lord Lang of Monkton                | Conservative                | Life Peer                            |                                  |
| The Lord Lansley                        | Conservative                | Life Peer                            |                                  |
| The Baroness Lawrence of Clarendon      | Labour                      | Life Peer                            |                                  |
| The Lord Lawson of Blaby                | Conservative                | Life Peer                            |                                  |
| The Lord Layard                         | Labour                      | Life Peer                            |                                  |
| The Lord Lea of Crondall                | Labour                      | Life Peer                            |                                  |
| The Lord Lee of Trafford                | Liberal Democrats           | Life Peer                            |                                  |
| The Lord Leigh of Hurley                | Conservative                | Life Peer                            |                                  |
| The Lord Leitch                         | Labour                      | Life Peer                            |                                  |
| The Lord Lennie                         | Labour                      | Life Peer                            |                                  |
| The Lord Levene of Portsoken            | Crossbencher                | Life Peer                            |                                  |
| The Lord Levy                           | Labour                      | Life Peer                            |                                  |
| The Lord Lexden                         | Conservative                | Life Peer                            |                                  |
| The Baroness Liddell of Coatdyke        | Labour                      | Life Peer                            |                                  |
| The Lord Liddle                         | Labour                      | Life Peer                            |                                  |
| The Earl of Lindsay                     | Conservative                | Hereditary Peer                      |                                  |
| The Lord Lingfield                      | Conservative                | Life Peer                            |                                  |
| The Lord Lipsey                         | Labour                      | Life Peer                            |                                  |
| The Baroness Lister of Burtersett       | Labour                      | Life Peer                            |                                  |
| The Earl of Listowel                    | Crossbencher                | Hereditary Peer                      | als Baron Hare                   |
| The Lord Lisvane                        | Crossbencher                | Life Peer                            |                                  |
| The Lord Livermore                      | Labour                      | Life Peer                            |                                  |
| The Earl of Liverpool                   | Conservative                | Hereditary Peer                      |                                  |
| The Lord Livingston of Parkhead         | Conservative                | Life Peer                            |                                  |
| The Lord Lloyd-Webber                   | Conservative                | Life Peer                            |                                  |
| The Lord Loomba                         | Liberal Democrats           | Life Peer                            |                                  |
| The Marquess of Lothian                 | Conservative                | Life Peer                            |                                  |
| The Lord Low of Dalston                 | Crossbencher                | Life Peer                            |                                  |
| The Lord Lucas                          | Conservative                | Hereditary Peer                      |                                  |
| The Lord Luce                           | Crossbencher                | Life Peer                            |                                  |
| The Baroness Ludford                    | Liberal Democrats           | Life Peer                            |                                  |
| The Lord Lupton                         | Conservative                | Life Peer                            |                                  |
| The Lord Lytton                         | Crossbencher                | Hereditary Peer                      |                                  |
| The Lord McAvoy                         | Labour                      | Life Peer                            |                                  |
| The Lord McColl of Dulwich              | Conservative                | Life Peer                            |                                  |
| The Lord McConnell of Glenscorrodale    | Labour                      | Life Peer                            |                                  |
| The Baroness McDonagh                   | Labour                      | Life Peer                            |                                  |
| The Lord Macdonald of River Glaven      | Liberal Democrats           | Life Peer                            |                                  |
| The Lord Macdonald of Tradeston         | Labour                      | Life Peer                            |                                  |
| The Lord McFall of Alcluith             | Labour                      | Life Peer                            |                                  |
| The Lord Macfarlane of Bearsden         | Conservative                | Life Peer                            |                                  |
| The Lord MacGregor of Pulham Market     | Conservative                | Life Peer                            |                                  |
| The Baroness McGregor-Smith             | Conservative                | Life Peer                            |                                  |
| The Baroness McIntosh of Hudnall        | Labour                      | Life Peer                            |                                  |
| The Baroness McIntosh of Pickering      | Conservative                | Life Peer                            |                                  |
| The Lord Mackay of Clashfern            | Conservative                | Lord of Appeal                       |                                  |
| The Lord MacKenzie of Culkein           | Labour                      | Life Peer                            |                                  |
| The Lord McKenzie of Luton              | Labour                      | Life Peer                            |                                  |
| The Lord Mackenzie of Framwellgate      | Labour                      | Life Peer                            |                                  |
| The Lord MacLaurin of Knebworth         | Conservative                | Life Peer                            |                                  |
| The Lord McNally                        | Liberal Democrats           | Life Peer                            |                                  |
| The Lord Magan of Castletown            | Conservative                | Life Peer                            |                                  |
| The Lord Maginnis of Drumglass          | Independent Ulster Unionist | Life Peer                            |                                  |
| The Lord Mair                           | Crossbencher                | Life Peer                            |                                  |
| The Baroness Mallalieu                  | Labour                      | Life Peer                            |                                  |
| The Lord Mance                          | Crossbencher                | Lord of Appeal in Ordinary           |                                  |
| The Lord Mancroft                       | Conservative                | Hereditary Peer                      |                                  |
| The Lord Mandelson                      | Labour                      | Life Peer                            |                                  |
| The Baroness Manningham-Buller          | Crossbencher                | Life Peer                            |                                  |
| The Baroness Manzoor                    | Liberal Democrats           | Life Peer                            |                                  |
| The Countess of Mar                     | Crossbencher                | Hereditary Peer                      |                                  |
| The Earl of Mar and Kellie              | Liberal Democrats           | Life Peer (bis 1999 Hereditary Peer) | als Baron Erskine of Alloa Tower |
| The Lord Marks of Henley-on-Thames      | Liberal Democrats           | Life Peer                            |                                  |
| The Lord Marland                        | Conservative                | Life Peer                            |                                  |
| The Lord Marlesford                     | Conservative                | Life Peer                            |                                  |
| The Baroness Massey of Darwen           | Labour                      | Life Peer                            |                                  |
| The Lord Maude of Horsham               | Conservative                | Life Peer                            |                                  |
| The Lord Mawson                         | Crossbencher                | Life Peer                            |                                  |
| The Lord Maxton                         | Labour                      | Life Peer                            |                                  |
| The Baroness Meacher                    | Crossbencher                | Life Peer                            |                                  |
| The Lord Mendelsohn                     | Labour                      | Life Peer                            |                                  |
| The Baroness Miller of Chilthorne Domer | Liberal Democrats           | Life Peer                            |                                  |
| The Lord Mitchell                       | Labour                      | Life Peer                            |                                  |
| The Baroness Mobarik                    | Conservative                | Life Peer                            |                                  |
| The Baroness Mone                       | Conservative                | Life Peer                            |                                  |
| The Lord Monks                          | Labour                      | Life Peer                            |                                  |
| The Duke of Montrose                    | Conservative                | Hereditary Peer                      |                                  |
| The Lord Moonie                         | Labour                      | Life Peer                            |                                  |
| The Lord Morgan                         | Labour                      | Life Peer                            |                                  |
| The Baroness Morgan of Ely              | Labour                      | Life Peer                            |                                  |
| The Baroness Morgan of Drefelin         | Crossbencher                | Life Peer                            |                                  |
| The Baroness Morgan of Huyton           | Labour                      | Life Peer                            |                                  |
| The Lord Morris of Aberavon             | Labour                      | Life Peer                            |                                  |
| The Baroness Morris of Bolton           | Conservative                | Life Peer                            |                                  |
| The Lord Morris of Handsworth           | Labour                      | Life Peer                            |                                  |
| The Baroness Morris of Yardley          | Labour                      | Life Peer                            |                                  |
| The Lord Morrow                         | Crossbencher                | Life Peer                            |                                  |
| The Lord Mountevans                     | Crossbencher                | Hereditary Peer                      |                                  |
| The Lord Moynihan                       | Conservative                | Hereditary Peer                      |                                  |
| The Baroness Murphy                     | Crossbencher                | Life Peer                            |                                  |
| The Lord Murphy of Torfaen              | Labour                      | Life Peer                            |                                  |

### Lords (N–S)
| Lord                                   | Partei                                    | Typ                                    | Bemerkung                                                                                                  |
| -------------------------------------- | ----------------------------------------- | -------------------------------------- | --- |
| The Lord Naseby                        | Conservative                              | Life Peer                              | |
| The Lord Neuberger of Abbotsbury       | Non-affiliated                            | Lord of Appeal in Ordinary             | |
| The Baroness Neuberger                 | Crossbencher (bis 2011 Liberal Democrats) | Life Peer                              | 2011 Berufung zur Rabbinerin der West London Synagogue und Austritt aus der Fraktion der Liberal Democrats |
| The Baroness Neville-Jones             | Conservative                              | Life Peer                              | |
| The Baroness Neville-Rolfe             | Conservative                              | Life Peer                              | |
| The Lord Newby                         | Liberal Democrats                         | Life Peer                              | |
| The Baroness Newlove                   | Conservative                              | Life Peer                              | |
| The Baroness Nicholson of Winterbourne | Liberal Democrats                         | Life Peer                              | |
| The Baroness Noakes                    | Conservative                              | Life Peer                              | |
| The Lord Northbrook                    | Conservative                              | Hereditary Peer                        | |
| The Baroness Northover                 | Liberal Democrats                         | Life Peer                              | |
| The Lord Norton of Louth               | Conservative                              | Life Peer                              | |
| The Baroness Nye                       | Labour                                    | Life Peer                              | |
| The Lord Oakeshott of Seagrove Bay     | Non-affiliated                            | Life Peer                              | |
| The Lord Oates                         | Liberal Democrats                         | Life Peer                              | |
| The Lord O’Donnell                     | Crossbencher                              | Life Peer                              | |
| The Baroness O’Loan                    | Crossbencher                              | Life Peer                              | |
| The Baroness O’Neill of Bengarve       | Crossbencher                              | Life Peer                              | |
| The Lord O’Neill of Gatley             | Conservative                              | Life Peer                              | |
| The Baroness Oppenheim-Barnes          | Conservative                              | Life Peer                              | |
| The Lord O’Shaughnessy                 | Conservative                              | Life Peer                              | |
| The Lord Ouseley                       | Crossbencher                              | Life Peer                              | |
| The Lord Owen                          | Independent Social Democrat               | Life Peer                              | |
| The Lord Oxburgh                       | Crossbencher                              | Life Peer                              | |
| The Earl of Oxford and Asquith         | Liberal Democrats                         | Hereditary Peer                        | |
| The Lord Paddick                       | Liberal Democrats                         | Life Peer                              | |
| The Lord Palmer                        | Crossbencher                              | Hereditary Peer                        | |
| The Lord Palmer of Childs Hill         | Liberal Democrats                         | Life Peer                              | |
| The Lord Palumbo                       | Conservative                              | Life Peer                              | |
| The Lord Palumbo of Southwark          | Liberal Democrats                         | Life Peer                              | |
| The Lord Pannick                       | Crossbencher                              | Life Peer                              | |
| The Lord Parekh                        | Labour                                    | Life Peer                              | |
| The Baroness Parminter                 | Liberal Democrats                         | Life Peer                              | |
| The Lord Patel                         | Crossbencher                              | Life Peer                              | |
| The Lord Patel of Blackburn            | Labour                                    | Life Peer                              | |
| The Lord Patel of Bradford             | Crossbencher                              | Life Peer                              | |
| The Lord Patten                        | Conservative                              | Life Peer                              | |
| The Lord Patten of Barnes              | Conservative                              | Life Peer                              | |
| The Lord Paul                          | Crossbencher                              | Life Peer                              | |
| The Lord Pearson of Rannoch            | UKIP                                      | Life Peer                              | |
| The Earl Peel                          | Crossbencher                              | Hereditary Peer                        | |
| The Lord Pendry                        | Labour                                    | Life Peer                              | |
| The Lord Phillips of Worth Matravers   | Non-affiliated                            | Senior Lord of Appeal in Ordinary      | |
| The Baroness Pidding                   | Conservative                              | Life Peer                              | |
| The Baroness Pinnock                   | Liberal Democrats                         | Life Peer                              | |
| The Baroness Pitkeathley               | Labour                                    | Life Peer                              | |
| The Lord Plant of Highfield            | Labour                                    | Life Peer                              | |
| The Lord Plumb                         | Conservative                              | Life Peer                              | |
| The Lord Polak                         | Conservative                              | Life Peer                              | |
| The Lord Ponsonby of Shulbrede         | Labour                                    | Hereditary Peer, zum Life Peer erhoben | als Baron Ponsonby of Roehampton                                                                           |
| The Lord Popat                         | Conservative                              | Life Peer                              | |
| The Lord Porter of Spalding            | Conservative                              | Life Peer                              | |
| The Lord Powell of Bayswater           | Crossbencher                              | Life Peer                              | |
| The Baroness Prashar                   | Crossbencher                              | Life Peer                              | |
| The Lord Prescott                      | Labour                                    | Life Peer                              | |
| The Lord Price                         | Conservative                              | Life Peer                              | |
| The Baroness Primarolo                 | Labour                                    | Life Peer                              | |
| The Lord Prior of Brampton             | Conservative                              | Life Peer                              | |
| The Baroness Prosser                   | Labour                                    | Life Peer                              | |
| The Lord Purvis of Tweed               | Liberal Democrats                         | Life Peer                              | |
| The Lord Puttnam                       | Labour                                    | Life Peer                              | |
| The Baroness Quin                      | Labour                                    | Life Peer                              | |
| The Lord Radice                        | Labour                                    | Life Peer                              | |
| The Baroness Ramsay of Cartvale        | Labour                                    | Life Peer                              | |
| The Lord Rana                          | Crossbencher                              | Life Peer                              | |
| The Baroness Randerson                 | Liberal Democrats                         | Life Peer                              | |
| The Baroness Rawlings                  | Conservative                              | Life Peer                              | |
| The Lord Razzall                       | Liberal Democrats                         | Life Peer                              | |
| The Lord Reay                          | Conservative                              | Hereditary Peer                        | |
| The Baroness Rebuck                    | Labour                                    | Life Peer                              | |
| The Lord Redesdale                     | Liberal Democrats                         | Hereditary Peer, zum Life Peer erhoben | als Baron Mitford                                                                                          |
| The Baroness Redfern                   | Conservative                              | Life Peer                              | |
| The Lord Rees of Ludlow                | Crossbencher                              | Life Peer                              | |
| The Lord Reid of Cardowan              | Labour                                    | Life Peer                              | |
| The Lord Rennard                       | Liberal Democrats                         | Life Peer                              | |
| The Lord Renwick of Clifton            | Labour                                    | Life Peer                              | |
| The Lord Ribeiro                       | Conservative                              | Life Peer                              | |
| The Lord Richards of Herstmonceux      | Crossbencher                              | Life Peer                              | |
| The Baroness Richardson of Calow       | Crossbencher                              | Life Peer                              | |
| The Viscount Ridley                    | Conservative                              | Hereditary Peer                        | |
| The Lord Risby                         | Conservative                              | Life Peer                              | |
| The Lord Robathan                      | Conservative                              | Life Peer                              | |
| The Lord Roberts of Llandudno          | Liberal Democrats                         | Life Peer                              | |
| The Lord Robertson of Port Ellen       | Labour                                    | Life Peer                              | |
| The Baroness Rock                      | Conservative                              | Life Peer                              | |
| The Lord Rodgers of Quarry Bank        | Liberal Democrats                         | Life Peer                              | |
| The Lord Rogan                         | Crossbencher                              | Life Peer                              | |
| The Lord Rogers of Riverside           | Labour                                    | Life Peer                              | |
| The Lord Rooker                        | Labour                                    | Life Peer                              | |
| The Lord Rose of Monewden              | Conservative                              | Life Peer                              | |
| The Lord Rosser                        | Labour                                    | Life Peer                              | |
| The Earl of Rosslyn                    | Crossbencher                              | Hereditary Peer                        | |
| The Lord Rotherwick                    | Conservative                              | Hereditary Peer                        | |
| The Lord Rowe-Beddoe                   | Crossbencher                              | Life Peer                              | |
| The Lord Rowlands                      | Labour                                    | Life Peer                              | |
| The Baroness Royall of Blaisdon        | Labour                                    | Life Peer                              | |
| The Lord Russell of Liverpool          | Crossbencher                              | Hereditary Peer                        | |
| The Lord Ryder of Wensum               | Crossbencher                              | Life Peer                              | |
| The Lord Saatchi                       | Conservative                              | Life Peer                              | |
| The Lord St John of Bletso             | Crossbencher                              | Hereditary Peer                        | |
| The Lord Sanderson of Bowden           | Conservative                              | Life Peer                              | |
| The Earl of Sandwich                   | Crossbencher                              | Hereditary Peer                        | |
| The Lord Sassoon                       | Conservative                              | Life Peer                              | |
| The Lord Saville of Newdigate          | Crossbencher                              | Lord of Appeal in Ordinary             | |
| The Lord Sawyer                        | Labour                                    | Life Peer                              | |
| The Baroness Scott of Bybrook          | Conservative                              | Life Peer                              | |
| The Lord Scott of Foscote              | Crossbencher                              | Lord of Appeal in Ordinary             | |
| The Baroness Scott of Needham Market   | Liberal Democrats                         | Life Peer                              | |
| The Lord Scriven                       | Liberal Democrats                         | Life Peer                              | |
| The Baroness Seccombe                  | Conservative                              | Life Peer                              | |
| The Lord Selkirk of Douglas            | Conservative                              | Life Peer                              | |
| The Lord Selsdon                       | Conservative                              | Hereditary Peer                        | |
| The Lord Sentamu                       | Crossbencher                              | Life Peer                              | Davor von 2005 bis 2020 als Archbishop of York Lord Spiritual                                              |
| The Baroness Shackleton of Belgravia   | Conservative                              | Life Peer                              | |
| The Lord Sharkey                       | Liberal Democrats                         | Life Peer                              | |
| The Baroness Sharp of Guildford        | Liberal Democrats                         | Life Peer                              | |
| The Baroness Sheehan                   | Liberal Democrats                         | Life Peer                              | |
| The Baroness Shephard of Northwold     | Conservative                              | Life Peer                              | |
| The Lord Sherbourne of Didsbury        | Conservative                              | Life Peer                              | |
| The Baroness Sherlock                  | Labour                                    | Life Peer                              | |
| The Baroness Shields                   | Conservative                              | Life Peer                              | |
| The Lord Shinkwin                      | Conservative                              | Life Peer                              | |
| The Lord Shipley                       | Liberal Democrats                         | Life Peer                              | |
| The Earl of Shrewsbury and Waterford   | Conservative                              | Hereditary Peer                        | |
| The Lord Singh of Wimbledon            | Crossbencher                              | Life Peer                              | |
| The Lord Skidelsky                     | Crossbencher                              | Life Peer                              | |
| The Baroness Smith of Basildon         | Labour and Co-operative Party             | Life Peer                              | |
| The Lord Smith of Finsbury             | Non-affiliated                            | Life Peer                              | |
| The Baroness Smith of Gilmorehill      | Labour                                    | Life Peer                              | |
| The Lord Smith of Hindhead             | Conservative                              | Life Peer                              | |
| The Lord Smith of Kelvin               | Crossbencher                              | Life Peer                              | |
| The Baroness Smith of Newnham          | Liberal Democrats                         | Life Peer                              | |
| The Lord Snape                         | Labour                                    | Life Peer                              | |
| The Lord Soley                         | Labour                                    | Life Peer                              | |
| The Duke of Somerset                   | Crossbencher                              | Hereditary Peer                        | |
| The Earl of Stair                      | Crossbencher                              | Hereditary Peer                        | als Baron Oxenfoord                                                                                        |
| The Baroness Stedman-Scott             | Conservative                              | Life Peer                              | |
| The Lord Steel of Aikwood              | Liberal Democrats                         | Life Peer                              | |
| The Lord Stephen                       | Liberal Democrats                         | Life Peer                              | |
| The Lord Sterling of Plaistow          | Conservative                              | Life Peer                              | |
| The Baroness Stern                     | Crossbencher                              | Life Peer                              | |
| The Lord Stern of Brentford            | Crossbencher                              | Life Peer                              | |
| The Lord Stevens of Kirkwhelpington    | Crossbencher                              | Life Peer                              | |
| The Lord Stevens of Ludgate            | UKIP                                      | Life Peer                              | |
| The Lord Stevenson of Coddenham        | Crossbencher                              | Life Peer                              | |
| The Lord Stevenson of Balmacara        | Labour                                    | Life Peer                              | |
| The Lord Stirrup                       | Crossbencher                              | Life Peer                              | |
| The Lord Stoneham of Droxford          | Liberal Democrats                         | Life Peer                              | |
| The Lord Stone of Blackheath           | Labour                                    | Life Peer                              | |
| The Lord Storey                        | Liberal Democrats                         | Life Peer                              | |
| The Baroness Stowell of Beeston        | Conservative                              | Life Peer                              | |
| The Lord Strasburger                   | Liberal Democrats                         | Life Peer                              | |
| The Lord Strathclyde                   | Conservative                              | Hereditary Peer                        | |
| The Baroness Stroud                    | Conservative                              | Life Peer                              | |
| The Lord Stunell                       | Liberal Democrats                         | Life Peer                              | |
| The Lord Sugar                         | Non-affiliated                            | Life Peer                              | |
| The Lord Suri                          | Conservative                              | Life Peer                              | |
| The Baroness Suttie                    | Liberal Democrats                         | Life Peer                              | |
| The Baroness Symons of Vernham Dean    | Labour                                    | Life Peer                              | |

### Lords (T–Z)
| Lord                                | Partei                                                    | Typ                        | Bemerkung                               |
| ----------------------------------- | --------------------------------------------------------- | -------------------------- | --------------------------------------- |
| The Lord Tanlaw                     | Crossbencher                                              | Life Peer                  |                                         |
| The Lord Taverne                    | Liberal Democrats                                         | Life Peer                  |                                         |
| The Baroness Taylor of Bolton       | Labour                                                    | Life Peer                  |                                         |
| The Lord Taylor of Goss Moor        | Liberal Democrats                                         | Life Peer                  |                                         |
| The Lord Taylor of Holbeach         | Conservative                                              | Life Peer                  |                                         |
| The Lord Taylor of Warwick          | Conservative                                              | Life Peer                  |                                         |
| The Lord Tebbit                     | Conservative                                              | Life Peer                  |                                         |
| The Lord Teverson                   | Liberal Democrats                                         | Life Peer                  |                                         |
| The Lord Thomas of Cwmgiedd         | Non-affiliated                                            | Life Peer                  | Lord Chief Justice of England and Wales |
| The Lord Thomas of Gresford         | Liberal Democrats                                         | Life Peer                  |                                         |
| The Baroness Thomas of Winchester   | Liberal Democrat                                          | Life Peer                  |                                         |
| The Baroness Thornhill              | Liberal Democrat                                          | Life Peer                  |                                         |
| The Baroness Thornton               | Labour                                                    | Life Peer                  |                                         |
| The Lord Thurlow                    | Crossbencher                                              | Hereditary Peer            |                                         |
| The Viscount Thurso                 | Liberal Democrat                                          | Hereditary Peer            |                                         |
| The Lord Tomlinson                  | Labour                                                    | Life Peer                  |                                         |
| The Baroness Tonge                  | Independent Liberal Democrat (bis 2012 Liberal Democrats) | Life Peer                  |                                         |
| The Lord Tope                       | Liberal Democrats                                         | Life Peer                  |                                         |
| The Lord Touhig                     | Labour                                                    | Life Peer                  |                                         |
| The Lord Trees                      | Crossbencher                                              | Life Peer                  |                                         |
| The Lord Trefgarne                  | Conservative                                              | Hereditary Peer            |                                         |
| The Viscount Trenchard              | Conservative                                              | Hereditary Peer            |                                         |
| The Lord Trevethin and Oaksey       | Crossbencher                                              | Hereditary Peer            |                                         |
| The Lord Triesman                   | Labour                                                    | Life Peer                  |                                         |
| The Lord True                       | Conservative                                              | Life Peer                  |                                         |
| The Baroness Trumpington            | Conservative                                              | Life Peer                  |                                         |
| The Lord Truscott                   | Crossbencher                                              | Life Peer                  |                                         |
| The Lord Tugendhat                  | Conservative                                              | Life Peer                  |                                         |
| The Lord Tunnicliffe                | Labour                                                    | Life Peer                  |                                         |
| The Lord Turnberg                   | Labour                                                    | Life Peer                  |                                         |
| The Lord Turnbull                   | Crossbencher                                              | Life Peer                  |                                         |
| The Lord Turner of Ecchinswell      | Crossbencher                                              | Life Peer                  |                                         |
| The Baroness Tyler of Enfield       | Liberal Democrats                                         | Life Peer                  |                                         |
| The Lord Tyler                      | Liberal Democrats                                         | Life Peer                  |                                         |
| The Baroness Uddin                  | Labour                                                    | Life Peer                  |                                         |
| The Viscount Ullswater              | Conservative                                              | Hereditary Peer            |                                         |
| The Baroness Valentine              | Crossbencher                                              | Life Peer                  |                                         |
| The Lord Vallance of Tummel         | Liberal Democrats                                         | Life Peer                  |                                         |
| The Lord Vaux of Harrowden          | Crossbencher                                              | Hereditary Peer            |                                         |
| The Lord Verjee                     | Liberal Democrats                                         | Life Peer                  |                                         |
| The Baroness Verma                  | Conservative                                              | Life Peer                  |                                         |
| The Lord Vinson                     | Conservative                                              | Life Peer                  |                                         |
| The Lord Wakeham                    | Conservative                                              | Life Peer                  |                                         |
| The Lord Waldegrave of North Hill   | Conservative                                              | Life Peer                  |                                         |
| The Lord Walker of Aldringham       | Crossbencher                                              | Life Peer                  |                                         |
| The Lord Walker of Gestingthorpe    | Crossbencher                                              | Lord of Appeal in Ordinary |                                         |
| The Lord Wallace of Saltaire        | Liberal Democrats                                         | Life Peer                  |                                         |
| The Lord Wallace of Tankerness      | Liberal Democrats                                         | Life Peer                  |                                         |
| The Baroness Walmsley               | Liberal Democrats                                         | Life Peer                  |                                         |
| The Lord Warner                     | Labour                                                    | Life Peer                  |                                         |
| The Baroness Warsi                  | Conservative                                              | Life Peer                  |                                         |
| The Baroness Warwick of Undercliffe | Labour                                                    | Life Peer                  |                                         |
| The Lord Wasserman                  | Conservative                                              | Life Peer                  |                                         |
| The Baroness Watkins of Tavistock   | Crossbencher                                              | Life Peer                  |                                         |
| The Lord Watson of Invergowrie      | Labour                                                    | Life Peer                  |                                         |
| The Lord Watson of Richmond         | Liberal Democrats                                         | Life Peer                  |                                         |
| The Lord Watts                      | Labour                                                    | Life Peer                  |                                         |
| The Lord Wei                        | Conservative                                              | Life Peer                  | jüngstes Mitglied                       |
| The Duke of Wellington              | Conservative                                              | Hereditary Peer            |                                         |
| The Lord West of Spithead           | Labour                                                    | Life Peer                  |                                         |
| The Baroness Wheatcroft             | Conservative                                              | Life Peer                  |                                         |
| The Baroness Wheeler                | Labour                                                    | Life Peer                  |                                         |
| The Baroness Whitaker               | Labour                                                    | Life Peer                  |                                         |
| The Lord Whitby                     | Conservative                                              | Life Peer                  |                                         |
| The Lord Whitty                     | Labour                                                    | Life Peer                  |                                         |
| The Lord Wigley                     | Plaid Cymru                                               | Life Peer                  |                                         |
| The Baroness Wilcox                 | Conservative                                              | Life Peer                  |                                         |
| The Lord Willetts                   | Conservative                                              | Life Peer                  |                                         |
| The Lord Williams of Baglan         | Crossbencher                                              | Life Peer                  |                                         |
| The Baron Williams of Oystermouth   | Crossbencher                                              | Life Peer                  |                                         |
| The Baroness Williams of Trafford   | Conservative                                              | Life Peer                  |                                         |
| The Lord Willis of Knaresborough    | Liberal Democrats                                         | Life Peer                  |                                         |
| The Lord Willoughby de Broke        | UKIP                                                      | Hereditary Peer            |                                         |
| The Lord Wills                      | Labour                                                    | Life Peer                  |                                         |
| The Lord Wilson of Dinton           | Crossbencher                                              | Life Peer                  |                                         |
| The Lord Wilson of Tillyorn         | Crossbencher                                              | Life Peer                  |                                         |
| The Lord Winston                    | Labour                                                    | Life Peer                  |                                         |
| The Baroness Wolf of Dulwich        | Crossbencher                                              | Life Peer                  |                                         |
| The Lord Wolfson of Aspley Guise    | Conservative                                              | Life Peer                  |                                         |
| The Lord Wolfson of Sunningdale     | Conservative                                              | Life Peer                  |                                         |
| The Lord Wood of Anfield            | Labour                                                    | Life Peer                  |                                         |
| The Lord Woolf                      | Crossbencher                                              | Lord of Appeal             |                                         |
| The Lord Woolmer of Leeds           | Labour                                                    | Life Peer                  |                                         |
| The Baroness Worthington            | Labour                                                    | Life Peer                  |                                         |
| The Lord Wrigglesworth              | Liberal Democrats                                         | Life Peer                  |                                         |
| The Lord Young of Cookham           | Conservative                                              | Life Peer                  |                                         |
| The Baroness Young of Hornsey       | Crossbencher                                              | Life Peer                  |                                         |
| The Lord Young of Norwood Green     | Labour                                                    | Life Peer                  |                                         |
| The Baroness Young of Old Scone     | Labour                                                    | Life Peer                  |                                         |
| The Viscount Younger                | Conservative                                              | Hereditary Peer            |                                         |

## Nicht aktive Mitglieder
| Lord                                                | Partei         | Typ                                  | Bemerkung                                     | Nicht aktiv seit   |
| --------------------------------------------------- | -------------- | ------------------------------------ | --------------------------------------------- | ------------------ |
| Valerie Ann Amos                                    | Labour         | Life Peer                            |                                               | 26. Mai 2010       |
| Catherine Ashton                                    | Non-affiliated | Life Peer                            |                                               | 7. März 2016       |
| Michael Bates, Baron Bates                          | Conservative   | Life Peer                            |                                               | 11. April 2016     |
| Amir Bhatia, Baron Bhatia                           | Non-affiliated | Life Peer                            | suspendiert                                   | 21. April 2016     |
| Conrad Black                                        | Non-affiliated | Life Peer                            |                                               | 16. Juni 2015      |
| James Blyth, Baron Blyth of Rowington               | Conservative   | Life Peer                            |                                               | 21. März 2013      |
| Des Browne                                          | Labour         | Life Peer                            |                                               | 12. Oktober 2015   |
| David Cholmondeley, 7. Marquess of Cholmondeley     | Crossbencher   | Hereditary Peer                      | ehemaliger Lord Great Chamberlain             | 25. Mai 2010       |
| Robert Lindsay, 29. Earl of Crawford                | Conservative   | Life Peer (bis 1999 Hereditary Peer) | als Baron Balniel                             | 8. Mai 2013        |
| Jonathan Hill, Baron Hill of Oareford               | Conservative   | Life Peer                            | EU-Kommissar                                  | 30. Oktober 2014   |
| Roy Hattersley                                      | Labour         | Life Peer                            |                                               | 7. September 2015  |
| Leonard Hoffmann, Baron Hoffmann                    | Crossbencher   | Lord of Appeal in Ordinary           |                                               | 28. Oktober 2013   |
| Brian Hutton, Baron Hutton                          | Crossbencher   | Lord of Appeal in Ordinary           |                                               | 2. März 2015       |
| Mark Malloch Brown, Baron Malloch-Brown             | Crossbencher   | Life Peer                            |                                               | 7. September 2015  |
| John Mogg, Baron Mogg                               | Crossbencher   | Life Peer                            |                                               | 26. September 2014 |
| Edward Fitzalan-Howard, 18. Duke of Norfolk         | Crossbencher   | Hereditary Peer                      | Earl Marshal                                  | 11. Juni 2012      |
| Eileen Paisley                                      | DUP            | Life Peer                            |                                               | 9. Februar 2016    |
| John Sainsbury, Baron Sainsbury of Preston Candover | Conservative   | Life Peer                            |                                               | 25. Mai 2010       |
| David Sainsbury                                     | Labour         | Life Peer                            |                                               | 15. Juli 2013      |
| Robert Gascoyne-Cecil, 7. Marquess of Salisbury     | Conservative   | Life Peer (bis 1999 Hereditary Peer) |                                               | 25. Mai 2010       |
| Patricia Scotland, Baroness Scotland of Asthal      | Labour         | Life Peer                            | Generalsekretärin des Commonwealth of Nations | 23. März 2016      |
| David Simon, Baron Simon of Highbury                | Labour         | Life Peer                            |                                               | 23. Juni 2010      |
| Shriti Vadera, Baroness Vadera                      | Labour         | Life Peer                            |                                               | 8. Dezember 2011   |
| John Anderson, 3. Viscount Waverley                 | Crossbencher   | Hereditary Peer                      |                                               | 6. November 2013   |

## Ehemalige Mitglieder

### Ehemalige Bischöfe
| Diözese                                     | Name                   | Mitgliedschaft im House of Lords | Bischofszeit |
| ------------------------------------------- | ---------------------- | -------------------------------- | ------------ |
| Lord Bischof von Peterborough               | Bill Westwood          | 1989–1995                        | 1984–1995    |
| Lord Bischof von Derby                      | Jonathan Bailey        | 1997–2005                        | 1992–2005    |
| Lord Bischof von Coventry                   | John Gibbs             | 1982–1985                        | 1973–1985    |
| Lord Bischof von Lincoln                    | Simon Phipps           | 1974–1987                        | 1968–1987    |
| Lord Bischof von Ely                        | Peter Walker           | 1977–1989                        | 1972–1989    |
| Lord Bischof von Gloucester                 | John Yates             | 1981–1991                        | 1972–1994    |
| Lord Bischof von Bath und Wells             | Jim Thompson           | 1997–2001                        | 1991–2001    |
| Lord Bischof von Coventry                   | Colin Bennetts         | 2003–2008                        | 1998–2008    |
| Lord Bischof von Chelmsford                 | John Gladwin           | 1999–2009                        | 1994–2009    |
| Lord Bischof von Portsmouth                 | Kenneth Stevenson      | 1999–2009                        | 1995–2009    |
| Lord Bischof von Rochester                  | Michael Nazir-Ali      | 1999–2009                        | 1994–2009    |
| Lord Bischof von Southwell und Nottingham   | George Henry Cassidy   | 2004–2009                        | 1994–2009    |
| Lord Bischof von Carlisle                   | Graham Dow             | 2007–2009                        | 2000–2009    |
| Lord Bischof von Southwark                  | Tom Butler             | 1996–2010                        | 1991–2010    |
| Lord Bischof von Ely                        | Anthony Russell        | 2007–2010                        | 2000–2010    |
| Lord Bischof von Bradford                   | David Charles James    | 2009–2010                        | 2002–2010    |
| Lord Bischof von Salisbury                  | David Stancliffe       | 1998–2010                        | 1993–2010    |
| Lord Bischof von Durham                     | Nicholas Thomas Wright | 2003–2010                        | 2003–2010    |
| Lord Bischof von Lincoln                    | John Charles Saxbee    | 2008–2011                        | 2002–2011    |
| Lord Bischof von Winchester                 | Michael Scott-Joynt    | 1995–2011                        | 1995–2011    |
| Lord Bischof von Chichester                 | John William Hind      | 2008–2012                        | 1993–2012    |
| Lord Bischof von Blackburn                  | Nicholas Reade         | 2009–2012                        | 2004–2012    |
| Lord Bischof von Manchester                 | Nigel McCulloch        | 1997–2013                        | 1992–2013    |
| Lord Bischof von Exeter                     | Michael Langrish       | 2005–2013                        | 2000–2013    |
| Lord Bischof von Bath und Wells             | Peter Price            | 2008–2013                        | 2001–2013    |
| Lord Bischof von Hereford                   | Anthony Priddis        | 2009–2013                        | 2004–2013    |
| Lord Bischof von Liverpool                  | James Stuart Jones     | 2003–2013                        | 1998–2013    |
| Lord Bischof von Guildford                  | Christopher Hill       | 2010–2013                        | 2004–2013    |
| Lord Bischof von St Edmundsbury and Ipswich | Nigel Stock            | 2011–2013                        | 2007–2017    |
| Lord Bischof von Ripon und Leeds            | John Richard Packer    | 2006–2014                        | 2000–2014    |
| Lord Bischof von Wakefield                  | Stephen Platten        | 2009–2014                        | 2003–2014    |
| Lord Bischof von Oxford                     | John Pritchard         | 2010–2014                        | 2007–2014    |
| Lord Bischof von Gloucester                 | Michael Francis Perham | 2009–2014                        | 2004–2014    |
| Lord Bischof von Newcastle                  | Martin Wharton         | 2002–2014                        | 1997–2014    |
| Lord Bischof von Leicester                  | Tim Stevens            | 2003–2015                        | 1999–2015    |
| Lord Bischof von Lichfield                  | Jonathan Gledhill      | 2009–2015                        | 2003–2015    |
| Lord Bischof von Bristol                    | Michael Arthur Hill    | 2009–2017                        | 2003–2017    |
| Lord Bischof von Derby                      | Alastair Redfern       | 2010–2018                        | 2005–2018    |
| Lord Bischof von Truro                      | Tim Thornton           | 2013–2021                        | 2008–2021    |
| Lord Bischof von Birmingham                 | David Urquhart         | 2010–2022                        | 2006–2022    |
| Lord Bischof von Blackburn                  | Julian Henderson       | 2019–2022                        | 2013–2022    |
| Lord Bischof von Liverpool                  | Paul Bayes             | 2021–2022                        | 2010–2022    |
| Lord Bischof von Coventry                   | Christopher Cocksworth | 2012–2023                        | 2008–2023    |
| Lord Bischof von Carlisle                   | James Newcome          | 2013–2023                        | 2009–2023    |
| Lord Bischof von Peterborough               | Donald Allister        | 2014–2023                        | 2010–2023    |
| Lord Bischof von Exeter                     | Robert Atwell          | 2021–2023                        | 2008–2023    |
| Lord Bischof von Worcester                  | John Inge              | 2012–2024                        | 2003–2024    |
| Lord Bischof von Durham                     | Paul Butler            | 2013–2024                        | 2010–2024    |
| Lord Bischof von St. Albans                 | Alan Smith             | 2013–2025                        | 2009–2025    |

### Kürzlich verstorben
| Name                                                          | Partei                     | Bemerkung                             | Todesdatum                 |
| ------------------------------------------------------------- | -------------------------- | ------------------------------------- | -------------------------- |
| David Brookman, Baron Brookman                                | Labour                     | Life Peer                             | 22. Januar 2025            |
| Colin Renfrew                                                 | Conservative               | Life Peer                             | 23. oder 24. November 2024 |
| John Smith, Baron Kirkhill                                    | Labour                     | Life Peer                             | 21. März 2023              |
| Susan Cunliffe-Lister, Countess of Swinton                    | Crossbencher               | Life Peer                             | 12. März 2023              |
| Veronica Linklater, Baroness Linklater of Butterstone         | Liberal Democrats          | Life Peer                             | 15. Dezember 2022          |
| David Ramsbotham, Baron Ramsbotham                            | Crossbencher               | Life Peer                             | 13. Dezember 2022          |
| David Young, Baron Young of Graffham                          | Conservative               | Life Peer                             | 8. Dezember 2022           |
| Mohamed Sheikh, Baron Sheikh                                  | Conservative               | Life Peer                             | ≤22. September 2022        |
| David Douglas-Home, 15. Earl of Home                          | Conservative               | Hereditary Peer                       | 22. August 2022            |
| David Trimble, Baron Trimble                                  | Conservative               | Life Peer                             | 25. Juli 2022              |
| Sally Greengross, Baroness Greengross                         | Crossbencher               | Life Peer                             | 23. Juni 2022              |
| Roger Eady, 3. Baron Swinfen                                  | Conservative               | Hereditary Peer                       | 5. Juni 2022               |
| Pamela Sharples, Baroness Sharples                            | Conservative               | Life Peer                             | 19. Mai 2022               |
| Haleh Afshar, Baroness Afshar                                 | Crossbencher               | Life Peer                             | 12. Mai 2022               |
| Jill Knight, Baroness Knight of Collingtree                   | Conservative               | Life Peer                             | 6. April 2022              |
| David Chidgey, Baron Chidgey                                  | Liberal Democrats          | Life Peer                             | 15. Februar 2022           |
| Paul Myners, Baron Myners                                     | Crossbencher               | Life Peer                             | 16. Januar 2022            |
| Christopher James, 5. Baron Northbourne                       | Crossbencher               | Hereditary Peer                       | 8. September 2019          |
| Roger Bootle-Wilbraham, 7. Baron Skelmersdale                 | Conservative               | Hereditary Peer                       | 2. November 2018           |
| John Laird, Baron Laird                                       | Crossbencher               | Life Peer                             | 10. Juli 2018              |
| William Wade, Baron Wade of Chorlton                          | Conservative               | Life Peer                             | 7. Juni 2018               |
| William Howie, Baron Howie of Troon                           | Labour                     | Life Peer                             | 26. Mai 2018               |
| Tessa Jowell                                                  | Labour                     | Life Peer                             | 12. Mai 2018               |
| Peter Temple-Morris, Baron Temple-Morris                      | Labour                     | Life Peer                             | 1. Mai 2018                |
| Michael Martin, Baron Martin of Springburn                    | Crossbencher               | Life Peer                             | 29. April 2018             |
| Anne Gibson, Baroness Gibson of Market Rasen                  | Labour                     | Life Peer                             | 20. April 2018             |
| Elspeth Howe, Baroness Howe of Idlicote                       | Crossbencher               | Life Peer                             | 22. März 2022              |
| Peter Imbert, Baron Imbert                                    | Crossbencher               | Life Peer                             | 13. November 2017          |
| Joel Joffe                                                    | Crossbencher               | Life Peer                             | 18. Juni 2017              |
| Thomas Bridges, 2. Baron Bridges                              | Crossbencher               | Hereditary Peer                       | 27. Mai 2017               |
| Matthew Evans, Baron Evans of Temple Guiting                  | Labour                     | Life Peer                             | 6. Juli 2016               |
| Rodney Leach, Baron Leach of Fairford                         | Conservative               | Life Peer                             | 12. Juni 2016              |
| Maurice Peston, Baron Peston                                  | Labour                     | Life Peer                             | 23. April 2016             |
| John Walton, Baron Walton of Detchant                         | Crossbencher               | Life Peer                             | 21. April 2016             |
| Asa Briggs                                                    | Crossbencher               | Life Peer                             | 15. März 2016              |
| John Brooks, Baron Brooks of Tremorfa                         | Labour                     | Life Peer                             | 4. März 2016               |
| Eric Lubbock, 4. Baron Avebury                                | Liberal Democrats          | Hereditary Peer                       | 14. Februar 2016           |
| George Weidenfeld                                             | Crossbencher               | Life Peer                             | 20. Januar 2016            |
| Derek Ezra, Baron Ezra                                        | Liberal Democrats          | Life Peer                             | 22. Dezember 2015          |
| Greville Janner, Baron Janner of Braunstone                   | Labour                     | Life Peer                             | 19. Dezember 2015          |
| Gulam Noon, Baron Noon                                        | Labour                     | Life Peer                             | 27. Oktober 2015           |
| Denis Healey                                                  | Labour                     | Life Peer                             | 3. Oktober 2015            |
| Robert Kilpatrick, Baron Kilpatrick of Kincraig               | Crossbencher               | Life Peer                             | 16. September 2015         |
| Claus Adolf Moser                                             | Crossbencher               | Life Peer                             | 4. September 2015          |
| Edward Douglas-Scott-Montagu, 3. Baron Montagu of Beaulieu    | Conservative               | Hereditary Peer                       | 31. August 2015            |
| David Williamson, Baron Williamson of Horton                  | Crossbencher               | Life Peer                             | 30. August 2015            |
| Hugh Griffiths, Baron Griffiths                               | Crossbencher               | Lord of Appeal in Ordinary            | 30. Mai 2015               |
| Ruth Rendell                                                  | Labour                     | Life Peer                             | 2. Mai 2015                |
| Michael Mustill, Baron Mustill                                | Crossbencher               | Lord of Appeal in Ordinary            | 24. April 2015             |
| Roy Mason                                                     | Labour                     | Life Peer                             | 20. April 2015             |
| Allen Sheppard, Baron Sheppard of Didgemere                   | Conservative               | Life Peer                             | 25. März 2015              |
| James Molyneaux, Baron Molyneaux of Killead                   | Crossbencher               | Life Peer                             | 9. März 2015               |
| George Mackie, Baron Mackie of Benshie                        | Liberal Democrats          | Life Peer                             | 17. Februar 2015           |
| Robert Gavron, Baron Gavron                                   | Labour                     | Life Peer                             | 7. Februar 2015            |
| Beryl Platt, Baroness Platt of Writtle                        | Conservative               | Life Peer                             | 1. Februar 2015            |
| Leon Brittan                                                  | Conservative               | Life Peer                             | 21. Januar 2015            |
| Philip Knights, Baron Knights                                 | Crossbencher               | Life Peer                             | 11. Dezember 2014          |
| P. D. James                                                   | Conservative               | Life Peer                             | 27. November 2014          |
| Joel Barnett                                                  | Labour                     | Life Peer                             | 1. November 2014           |
| Michael Allenby, 3. Viscount Allenby                          | Crossbencher               | Hereditary Peer                       | 3. Oktober 2014            |
| Ian Paisley                                                   | Crossbencher (vormals DUP) | Life Peer                             | 12. September 2014         |
| Richard Attenborough                                          | Labour                     | Life Peer                             | 24. August 2014            |
| Jack Lewis, Baron Lewis of Newnham                            | Crossbencher               | Life Peer                             | 17. Juli 2014              |
| Robert Methuen, 7. Baron Methuen                              | Liberal Democrats          | Hereditary Peer                       | 9. Juli 2014               |
| Anthony Jacobs, Baron Jacobs                                  | Liberal Democrats          | Life Peer                             | 21. Juni 2014              |
| Doreen Miller, Baroness Miller of Hendon                      | Conservative               | Life Peer                             | 21. Juni 2014              |
| Donald Macaulay, Baron Macaulay of Bragar                     | Labour                     | Life Peer                             | 12. Juni 2014              |
| Sydney Templeman, Baron Templeman                             | Crossbencher               | Lord of Appeal in Ordinary            | 4. Juni 2014               |
| Marcus Kimball, Baron Kimball                                 | Conservative               | Life Peer                             | 26. März 2014              |
| Edward Haughey, Baron Ballyedmond                             | Crossbencher               | Life Peer                             | 13. März 2014              |
| Dennis Turner, Baron Bilston                                  | Labour                     | Life Peer                             | 25. Februar 2014           |
| Richard Wilson, 2. Baron Moran                                | Crossbencher               | Hereditary Peer                       | 14. Februar 2014           |
| Wyn Roberts, Baron Roberts of Conwy                           | Conservative               | Life Peer                             | 14. Dezember 2013          |
| Robert Leigh-Pemberton, Baron Kingsdown                       | Crossbencher               | Life Peer                             | 24. November 2013          |
| Barney Hayhoe, Baron Hayhoe                                   | Conservative               | Life Peer                             | 7. September 2013          |
| Pratap Chitnis, Baron Chitnis                                 | Crossbencher               | Life Peer                             | 12. Juli 2013              |
| Alan Campbell, Baron Campbell of Alloway                      | Conservative               | Life Peer                             | 30. Juni 2013              |
| Peter Fraser, Baron Fraser of Carmyllie                       | Conservative               | Life Peer                             | 22. Juni 2013              |
| John Gilbert, Baron Gilbert                                   | Labour                     | Life Peer                             | 2. Juni 2013               |
| Hugh Mackay, 14. Lord Reay                                    | Conservative               | Hereditary Peer                       | 10. Mai 2013               |
| Donald Chapman, Baron Northfield                              | Labour                     | Life Peer                             | 26. April 2013             |
| Margaret Thatcher                                             | Conservative               | Life Peer                             | 8. April 2013              |
| Tarsem King, Baron King of West Bromwich                      | Labour                     | Life Peer                             | 9. Januar 2013             |
| William Rees-Mogg, Baron Rees-Mogg                            | Crossbencher               | Life Peer                             | 29. Dezember 2012          |
| William McCarthy, Baron McCarthy                              | Labour                     | Life Peer                             | 18. November 2012          |
| Robert Shirley, 13. Earl Ferrers                              | Conservative               | Hereditary Peer                       | 13. November 2012          |
| Geoffrey Lofthouse, Baron Lofthouse of Pontefract             | Labour                     | Life Peer                             | 1. November 2012           |
| Alf Morris, Baron Morris of Manchester                        | Labour                     | Life Peer                             | 12. August 2012            |
| Stuart Randall, Baron Randall of St Budeaux                   | Labour                     | Life Peer                             | 11. August 2012            |
| Henry Chilver, Baron Chilver                                  | Conservative               | Life Peer                             | 8. Juli 2012               |
| Colin Marshall, Baron Marshall of Knightsbridge               | Crossbencher               | Life Peer                             | 5. Juli 2012               |
| Peter Archer, Baron Archer of Sandwell                        | Labour                     | Life Peer                             | 14. Juni 2012              |
| John Maples, Baron Maples                                     | Conservative               | Life Peer                             | 9. Juni 2012               |
| Jean McFarlane, Baroness McFarlane of Llandaff                | Crossbencher               | Life Peer                             | 13. Mai 2012               |
| Edward Short, Baron Glenamara                                 | Labour                     | Life Peer                             | 4. Mai 2012                |
| Shireen Ritchie, Baroness Ritchie of Brompton                 | Conservative               | Life Peer                             | 24. April 2012             |
| Jack Ashley, Baron Ashley of Stoke                            | Labour                     | Life Peer                             | 20. April 2012             |
| William Brett, Baron Brett                                    | Labour                     | Life Peer                             | 29. März 2012              |
| Tony Newton, Baron Newton of Braintree                        | Conservative               | Life Peer                             | 25. März 2012              |
| Bill Wedderburn, Baron Wedderburn of Charlton                 | Labour                     | Life Peer                             | 9. März 2012               |
| Norman St John-Stevas, Baron St John of Fawsley               | Conservative               | Life Peer                             | 2. März 2012               |
| Emlyn Hooson, Baron Hooson                                    | Liberal Democrats          | Life Peer                             | 21. Februar 2012           |
| Robin Corbett, Baron Corbett of Castle Vale                   | Labour                     | Life Peer                             | 19. Februar 2012           |
| Robert Carr, Baron Carr of Hadley                             | Conservative               | Life Peer                             | 17. Februar 2012           |
| Philip Gould, Baron Gould of Brookwood                        | Labour                     | Life Peer                             | 6. November 2011           |
| Douglas Allen, Baron Croham                                   | Crossbencher               | Life Peer                             | 11. September 2011         |
| Richard Marsh, Baron Marsh                                    | Crossbencher               | Life Peer                             | 29. Juli 2011              |
| Terence Boston, Baron Boston of Faversham                     | Crossbencher               | Life Peer                             | 23. Juli 2011              |
| Alan Rodger, Baron Rodger of Earlsferry                       | Crossbencher               | Life Peer, Lord of Appeal in Ordinary | 26. Juni 2011              |
| William Elliott, Baron Elliott of Morpeth                     | Conservative               | Life Peer                             | 20. Mai 2011               |
| Michael Onslow, 7. Earl of Onslow                             | Conservative               | Hereditary Peer                       | 17. Mai 2011               |
| Geoffrey Russell, 4. Baron Ampthill                           | Crossbencher               | Hereditary Peer                       | 23. April 2011             |
| Peter Pilkington, Baron Pilkington of Oxenford                | Conservative               | Life Peer                             | 14. Februar 2011           |
| John Monson, 11. Baron Monson                                 | Crossbencher               | Hereditary Peer                       | 12. Februar 2011           |
| Lennox Fyfe, Baron Fyfe of Fairfield                          | Labour                     | Life Peer                             | 1. Februar 2011            |
| David Kenworthy, 11. Baron Strabolgi                          | Labour                     | Hereditary Peer                       | 24. Dezember 2010          |
| Elizabeth Carnegy, Baroness Carnegy of Lour                   | Conservative               | Life Peer                             | 9. November 2010           |
| Richard Lyon-Dalberg-Acton, 4. Baron Acton                    | Labour                     | Life Peer                             | 10. Oktober 2010           |
| Richard Livsey, Baron Livsey of Talgarth                      | Liberal Democrats          | Life Peer                             | 15. September 2010         |
| Thomas Henry Bingham                                          | Crossbencher               | Lord of Appeal in Ordinary            | 11. September 2010         |
| Nicholas Lyell, Baron Lyell of Markyate                       | Conservative               | Life Peer                             | 30. August 2010            |
| Andrew McIntosh, Baron McIntosh of Haringey                   | Labour                     | Life Peer                             | 27. August 2010            |
| Brian Flowers, Baron Flowers                                  | Crossbencher               | Life Peer                             | 25. Juni 2010              |
| Peter Walker, Baron Walker of Worcester                       | Conservative               | Life Peer                             | 23. Juni 2010              |
| Hector Laing, Baron Laing of Dunphail                         | Conservative               | Life Peer                             | 21. Juni 2010              |
| Anthony Quinton, Baron Quinton                                | Conservative               | Life Peer                             | 19. Juni 2010              |
| Margaret Delacourt-Smith, Baroness Delacourt-Smith of Alteryn | Labour                     | Life Peer                             | 8. Juni 2010               |
| Leonard Wolfson, Baron Wolfson                                | Conservative               | Life Peer                             | 20. Mai 2010               |
| Alexander Bernstein                                           | Labour                     | Life Peer                             | 13. April 2010             |
| Mark Colville, 4. Viscount Colville of Culross                | Crossbencher               | Hereditary Peer                       | 8. April 2010              |
| David Carnegie, 14. Earl of Northesk                          | Conservative               | Hereditary Peer                       | 28. März 2010              |
| Daphne Park, Baroness Park of Monmouth                        | Conservative               | Life Peer                             | 24. März 2010              |
| Gordon Richardson, Baron Richardson of Duntisbourne           | Crossbencher               | Life Peer                             | 22. Januar 2010            |
| Nora David, Baroness David                                    | Labour                     | Life Peer                             | 29. November 2009          |
| Leonard Steinberg, Baron Steinberg                            | Conservative               | Life Peer                             | 2. November 2009           |
| Diana Elles, Baroness Elles                                   | Conservative               | Life Peer                             | 17. Oktober 2009           |
| Desmond Plummer, Baron Plummer of St Marylebone               | Conservative               | Life Peer                             | 2. Oktober 2009            |
| Nicola Chapman, Baroness Chapman                              | Crossbencher               | Life Peer                             | 3. September 2009          |
| Aubrey Buxton, Baron Buxton of Alsa                           | Conservative               | Life Peer                             | 1. September 2009          |
| John Gregson, Baron Gregson                                   | Labour                     | Life Peer                             | 12. August 2009            |
| Christopher Prout, Baron Kingsland                            | Conservative               | Life Peer                             | 12. Juli 2009              |
| Peter Blaker, Baron Blaker                                    | Conservative               | Life Peer                             | 5. Juli 2009               |
| Oscar Murton, Baron Murton of Lindisfarne                     | Conservative               | Life Peer                             | 5. Juli 2009               |
| Ralf Dahrendorf                                               | Crossbencher               | Life Peer                             | 17. Juni 2009              |
| Christopher Bathurst, 3. Viscount Bledisloe                   | Crossbencher               | Hereditary Peer                       | 12. Mai 2009               |
| Ian Cundy                                                     | keine                      | Bischof                               | 7. Mai 2009                |
| Edward George, Baron George                                   | Crossbencher               | Life Peer                             | 18. April 2009             |
| Gordon Slynn, Baron Slynn of Hadley                           | Crossbencher               | Lord of Appeal                        | 7. April 2009              |
| Philip Moore, Baron Moore of Wolvercote                       | Crossbencher               | Life Peer                             | 7. April 2009              |
| Paul Dean, Baron Dean of Harptree                             | Conservative               | Life Peer                             | 1. April 2009              |
| James Clyde, Baron Clyde                                      | Crossbencher               | Lord of Appeal                        | 6. März 2009               |
| Ronald Dearing, Baron Dearing                                 | Crossbencher               | Life Peer                             | 19. Februar 2009           |
| Peter Lane, Baron Lane of Horsell                             | Conservative               | Life Peer                             | 9. Januar 2009             |
| Peter Rees, Baron Rees                                        | Conservative               | Life Peer                             | 30. November 2008          |
| John Cuckney, Baron Cuckney                                   | Conservative               | Life Peer                             | 30. Oktober 2008           |

### Verstorbene ehemalige Mitglieder
- John Baillie-Hamilton, 13. Earl of Haddington 1986–1999
- Patrick Mayhew 1997–2015
- Garret Wellesley, 7. Earl Cowley 1975–1999
- John Harding, 2. Baron Harding of Petherton 1989–1999
- John Bernard Taylor 1985–1995
- Patrick Neill, Baron Neill of Bladen 1997–2016
- Geoffrey Dormer, 17. Baron Dormer 1995–1999
- John Vane, 11. Baron Barnard 1964–1999
- John Douglas, 21. Earl of Morton 1976–1999
- John Evans, Baron Evans of Parkside 1997–2015
- Michael Bowes-Lyon, 18. Earl of Strathmore and Kinghorne 1987–1999
- Roger Chorley, 2. Baron Chorley 1978–1999; 2001–2014
- Francis Ormsby-Gore, 6. Baron Harlech 1985–1999
- John Roper, Baron Roper 2000–2015
- Cecil Parkinson 1992–2015
- Henry Crichton, 6. Earl Erne
- Christopher Parnell, 8. Baron Congleton
- William Murray, 7. Earl of Mansfield
- Geoffrey Howe
- Arthur Lawson-Johnston, 3. Baron Luke
- John Parker, 6. Earl of Morley
- Hugh Courtenay, 18. Earl of Devon
- Ronald Gordon
- Trevor Oswin Lewis
- Mervyn Wingfield, 10. Viscount Powerscourt
- Mark Birdwood, 3. Baron Birdwood
- James Carnegie, 3. Duke of Fife
- David Brassey, 3. Baron Brassey of Apethorpe
- Edward Coke, 7. Earl of Leicester
- Michael Birkett, 2. Baron Birkett
- St. John Kemp, 2. Viscount Rochdale
- John Beresford, 8. Marquess of Waterford
- Henry Lopes, 3. Baron Roborough
- Charles FitzRoy, 6. Baron Southampton
- Archibald Kennedy, 8. Marquess of Ailsa
- Arthur Wellesley, 8. Duke of Wellington
- Edward Evans, 3. Baron Mountevans
- Colin Strang, 2. Baron Strang
- Angus Smith, 3. Baron Bicester
- Anne Cowdrey, 14. Lady Herries of Terregles
- Francis Margesson, 2. Viscount Margesson
- John Spencer-Churchill, 11. Duke of Marlborough
- David Samuel, 3. Viscount Samuel
- John Buckley, 3. Baron Wrenbury
- Michael Scott-Joynt
- Stephen Sykes
- Christopher Brain, 2. Baron Brain
- Jeremy Browne, 11. Marquess of Sligo
- John Baker
- Tony Benn
- Piers Wedgwood, 4. Baron Wedgwood
- Alistair McAlpine, Baron McAlpine of West Green
- Martin Noel-Buxton, 3. Baron Noel-Buxton
- Henry Cubitt, 4. Baron Ashcombe
- Thomas Stanley, 8. Baron Stanley of Alderley
- Gerald Spring Rice, 6. Baron Monteagle of Brandon
- Robin Plunket, 8. Baron Plunket
- Robert Kindersley, 3. Baron Kindersley
- Richard Grey, 6. Earl Grey
- George Paget, 7. Marquess of Anglesey
- Arthur Hay, 15. Earl of Kinnoull
- Richard Law, 8. Baron Ellenborough
- Michael Baillie, 3. Baron Burton
- Richard Boyle, 9. Earl of Shannon
- Ian Balfour, 2. Baron Balfour of Inchrye
- Joseph Pease, 3. Baron Gainford
- John St. Aubyn, 4. Baron St. Levan
- Francis Hovell-Thurlow-Cumming-Bruce, 8. Baron Thurlow
- Nigel Forbes, 22. Lord Forbes
- Richard Hill, 7. Baron Sandys
- Rachel Douglas-Home, 27. Baroness Dacre
- Charles Denman, 5. Baron Denman
- John Vavasseur Fisher, 3. Baron Fisher
- John Wise, 2. Baron Wise
- Mary Freeman-Grenville, 12. Lady Kinloss
- John Lawrence, 2. Baron Oaksey
- William Smith, 4. Viscount Hambleden
- Andrew Davidson, 2. Viscount Davidson
- John Arbuthnott, 16. Viscount of Arbuthnott
- Alistair Vane-Tempest-Stewart, 9. Marquess of Londonderry
- John Murray, 11. Duke of Atholl
- Alexander Leslie-Melville, 16. Earl of Leven
- Peter Martyn-Hemphill, 5. Baron Hemphill
- Matthew Ridley, 4. Viscount Ridley
- Nigel Napier, 14. Lord Napier
- Adrian Foley, 8. Baron Foley
- Savile Crossley, 3. Baron Somerleyton
- Henry Kitchener, 3. Earl Kitchener
- Anthony Harbord-Hamond, 11. Baron Suffield
- James Cecil, 3. Baron Rockley
- David Seely, 4. Baron Mottistone
- Donald Campbell, 6. Baron Stratheden
- Henry Bathurst, 8. Earl Bathurst
- Douglas Stuart, 20. Earl of Moray
- Richard Rutt
- George Lascelles, 7. Earl of Harewood
- Roger Davies, 3. Baron Darwen
- Robert Millar, 2. Baron Inchyra
- Michael Willoughby, 12. Baron Middleton
- Michael Morris, 3. Baron Morris
- Hugh FitzRoy, 11. Duke of Grafton
- Robert Dundas, 9. Viscount Melville
- George Rodney, 10. Baron Rodney
- Christopher Glyn, 7. Baron Wolverton
- Julian Asquith, 2. Earl of Oxford and Asquith
- Colin Tennant, 3. Baron Glenconner
- Owen Lloyd George, 3. Earl Lloyd-George of Dwyfor
- Angus Douglas-Hamilton, 15. Duke of Hamilton
- George Townshend, 7. Marquess Townshend
- Fiennes Cornwallis, 3. Baron Cornwallis
- FitzRoy Somerset, 5. Baron Raglan
- Colwyn Philipps, 3. Viscount St. Davids
- George Haig, 2. Earl Haig
- Wayland Young, 2. Baron Kennet
- Alastair Boyd, 7. Baron Kilmarnock
- Patrick Maitland Wilson, 2. Baron Wilson
- William Robertson, 2. Baron Robertson of Oakridge
- Patrick Maitland, 17. Earl of Lauderdale
- Thomas Ashton, 3. Baron Ashton of Hyde
- David Cunliffe-Lister, 2. Earl of Swinton
- John Knatchbull, 7. Baron Brabourne
- Andrew Cavendish, 11. Duke of Devonshire
- Michael Marsham, 7. Earl of Romney
- Gerald Balfour, 4. Earl of Balfour
- John Russell, 13. Duke of Bedford
- Alastair Gordon, 6. Marquess of Aberdeen and Temair
- Dominick Browne, 4. Baron Oranmore and Browne
- Angus Montagu, 12. Duke of Manchester
- Barbara Hamilton, 14. Baroness Dudley
- Ian Campbell, 12. Duke of Argyll
- John Egerton, 6. Duke of Sutherland

### Ausgeschiedene Mitglieder
| Name                                                | Partei            | Typ                                  | Mitgliedschaft im House of Lords | Ausschiedsgrund                                                                                |
| --------------------------------------------------- | ----------------- | ------------------------------------ | -------------------------------- | ---------------------------------------------------------------------------------------------- |
| Irvine Laidlaw, Baron Laidlaw                       | Conservative      | Life Peer                            | 2004–2010                        | gemäß dem Constitutional Reform and Governance Act 2010                                        |
| Lydia Dunn, Baroness Dunn                           | Crossbencher      | Life Peer                            | 1990–2010                        | gemäß dem Constitutional Reform and Governance Act 2010                                        |
| Norman Foster, Baron Foster of Thames Bank          | Crossbencher      | Life Peer                            | 1999–2010                        | gemäß dem Constitutional Reform and Governance Act 2010                                        |
| Raj Bagri, Baron Bagri                              | Conservative      | Life Peer                            | 1997–2010                        | gemäß dem Constitutional Reform and Governance Act 2010                                        |
| Jeremy Hutchinson, Baron Hutchinson of Lullington   | Liberal Democrats | Life Peer                            | 1978–2011                        | Resolution des Hauses vom 27. Juni 2011                                                        |
| John Habgood, Baron Habgood                         | Crossbencher      | Life Peer                            | 1995–2011                        | Resolution des Hauses vom 27. Juni 2011                                                        |
| Edwin Bramall, Baron Bramall                        | Crossbencher      | Life Peer                            | 1987–2013                        | Resolution des Hauses vom 27. Juni 2011                                                        |
| Julian Grenfell, 3. Baron Grenfell                  | Labour            | Hereditary Peer; Life Peer           | 1976–1999; 2000–2014             | gemäß dem House of Lords Reform Act 2014 und zuvor der Resolution des Hauses vom 27. Juni 2011 |
| David Lytton-Cobbold, 2. Baron Cobbold              | Crossbencher      | Hereditary Peer                      | 1987–1999; 2000–2014             | gemäß dem House of Lords Reform Act 2014                                                       |
| Flora Fraser, 21. Lady Saltoun                      | Crossbencher      | Hereditary Peer                      | 1979–2014                        | gemäß dem House of Lords Reform Act 2014                                                       |
| Patrick Jenkin, Baron Jenkin of Roding              | Conservative      | Life Peer                            | 1987–2015                        | gemäß dem House of Lords Reform Act 2014                                                       |
| David Waddington, Baron Waddington                  | Conservative      | Life Peer                            | 1990–2015                        | gemäß dem House of Lords Reform Act 2014                                                       |
| David Nickson, Baron Nickson                        | Crossbencher      | Life Peer                            | 1994–2015                        | gemäß dem House of Lords Reform Act 2014                                                       |
| Anthony Lloyd, Baron Lloyd of Berwick               | Crossbencher      | Lord of Appeal                       | 1993–2015                        | gemäß dem House of Lords Reform Act 2014                                                       |
| Francis Tombs, Baron Tombs                          | Crossbencher      | Life Peer                            | 1990–2015                        | gemäß dem House of Lords Reform Act 2014                                                       |
| Michael Shaw, Baron Shaw of Northstead              | Conservative      | Life Peer                            | 1994–2015                        | gemäß dem House of Lords Reform Act 2014                                                       |
| Michael Ashcroft, Baron Ashcroft                    | Conservative      | Life Peer                            | 2000–2015                        | gemäß dem House of Lords Reform Act 2014                                                       |
| Colin Sharman, Baron Sharman                        | Liberal Democrats | Life Peer                            | 1999–2015                        | gemäß dem House of Lords Reform Act 2014                                                       |
| David Hope, Baron Hope of Thornes                   | Crossbencher      | Life Peer                            | 1990–2015                        | gemäß dem House of Lords Reform Act 2014                                                       |
| William Lloyd George, 3. Viscount Tenby             | Crossbencher      | Life Peer                            | 1983–2015                        | gemäß dem House of Lords Reform Act 2014                                                       |
| Andrew Phillips, Baron Phillips of Sudbury          | Liberal Democrats | Life Peer                            | 1998–2015                        | gemäß dem House of Lords Reform Act 2014                                                       |
| Michael Sandberg, Baron Sandberg                    | Liberal Democrats | Life Peer                            | 1997–2015                        | gemäß dem House of Lords Reform Act 2014                                                       |
| William Goodhart, Baron Goodhart                    | Liberal Democrats | Life Peer                            | 1997–2015                        | gemäß dem House of Lords Reform Act 2014                                                       |
| Robert Sheldon, Baron Sheldon                       | Labour            | Life Peer                            | 2001–2015                        | gemäß dem House of Lords Reform Act 2014                                                       |
| Gwilym Prys Prys-Davies, Baron Prys-Davies          | Labour            | Life Peer                            | 1983–2015                        | gemäß dem House of Lords Reform Act 2014                                                       |
| Mary Warnock, Baroness Warnock                      | Crossbencher      | Life Peer                            | 1985–2015                        | gemäß dem House of Lords Reform Act 2014                                                       |
| John Eden, Baron Eden of Winton                     | Conservative      | Life Peer                            | 1983–2015                        | gemäß dem House of Lords Reform Act 2014                                                       |
| Robert Edmiston, Baron Edmiston                     | Conservative      | Life Peer                            | 2011–2015                        | gemäß dem House of Lords Reform Act 2014                                                       |
| Rosalie Wilkins, Baroness Wilkins                   | Labour            | Life Peer                            | 1999–2015                        | gemäß dem House of Lords Reform Act 2014                                                       |
| David Montgomery, 2. Viscount Montgomery of Alamein | Crossbencher      | Hereditary Peer                      | 1976–1999; 2005–2015             | gemäß dem House of Lords Reform Act 2014                                                       |
| George Simpson, Baron Simpson of Dunkeld            | Non-affiliated    | Life Peer                            | 1997–2015                        | gemäß dem House of Lords Reform Act 2014                                                       |
| John Sewel, Baron Sewel                             | Crossbencher      | Life Peer                            | 1996–2015                        | gemäß dem House of Lords Reform Act 2014                                                       |
| Peter Brooke, Baron Brooke of Sutton Mandeville     | Conservative      | Life Peer                            | 2001–2015                        | gemäß dem House of Lords Reform Act 2014                                                       |
| Alun Jones, Baron Chalfont                          | Crossbencher      | Life Peer                            | 1964–2015                        | gemäß dem House of Lords Reform Act 2014                                                       |
| Ian Stewart, Baron Stewartby                        | Conservative      | Life Peer                            | 1992–2015                        | gemäß dem House of Lords Reform Act 2014                                                       |
| Lawson Soulsby, Baron Soulsby of Swaffham Prior     | Conservative      | Life Peer                            | 1990–2015                        | gemäß dem House of Lords Reform Act 2014                                                       |
| Donald Dixon, Baron Dixon                           | Labour            | Life Peer                            | 1997–2016                        | gemäß dem House of Lords Reform Act 2014                                                       |
| Shirley Williams, Baroness Williams of Crosby       | Liberal Democrats | Life Peer                            | 1993–2016                        | gemäß dem House of Lords Reform Act 2014                                                       |
| Nicolas Browne-Wilkinson, Baron Browne-Wilkinson    | Crossbencher      | Life Peer                            | 1991–2016                        | gemäß dem House of Lords Reform Act 2014                                                       |
| Richard Vincent, Baron Vincent of Coleshill         | Crossbencher      | Life Peer                            | 1996–2016                        | gemäß dem House of Lords Reform Act 2014                                                       |
| Derek Barber, Baron Barber of Tewkesbury            | Crossbencher      | Life Peer                            | 1992–2016                        | gemäß dem House of Lords Reform Act 2014                                                       |
| Antony Armstrong-Jones, 1. Earl of Snowdon          | Crossbencher      | Life Peer (bis 1999 Hereditary Peer) | 1961–2016                        | gemäß dem House of Lords Reform Act 2014                                                       |
| Tim Renton, Baron Renton of Mount Harry             | Conservative      | Life Peer                            | 1997–2016                        | gemäß dem House of Lords Reform Act 2014                                                       |
| Kenneth Cameron, Baron Cameron of Lochbroom         | Crossbencher      | Life Peer, Lord of Appeal            | 1984–2016                        | gemäß dem House of Lords Reform Act 2014                                                       |
| Peter Inge, Baron Inge                              | Crossbencher      | Life Peer                            | 1997–2016                        | gemäß dem House of Lords Reform Act 2014                                                       |
| Terence Thomas, Baron Thomas of Macclesfield        | Labour            | Life Peer                            | 1997–2016                        | gemäß dem House of Lords Reform Act 2014 wegen Nichtanwesenheit                                |
| Susan Thomas, Baroness Thomas of Walliswood         | Liberal Democrat  | Life Peer                            | 1994–2016                        | gemäß dem House of Lords Reform Act 2014 wegen Nichtanwesenheit                                |
| Pauline Perry, Baroness Perry of Southwark          | Conservative      | Life Peer                            | 1991–2016                        | gemäß dem House of Lords Reform Act 2014                                                       |
| Douglas Hurd, Baron Hurd of Westwell                | Conservative      | Life Peer                            | 1997–2016                        | gemäß dem House of Lords Reform Act 2014                                                       |